# Obiectivul de Dezvoltare Durabilă 4 al Uniunii Europene
ODD 4 - Educație de calitate urmărește să asigure accesul tuturor la o educație de calitate în toate etapele vieții, precum și să crească numărul de tineri și adulți care au competențele relevante pentru angajare, locuri de muncă decente și antreprenoriat.
Educația și formarea sunt factori cheie pentru dezvoltare și încadrarea în muncă, deoarece contribuie la îmbunătățirea capacității de muncă, a productivității, a inovației și a competitivității. În sens mai larg, educația este, de asemenea, o condiție prealabilă pentru realizarea multor alte ODD. Monitorizarea ODD 4 în contextul UE se concentrează pe educația de bază, învățământul terțiar, cursurile de perfecționare sau recalificare și competențele digitale. Pe parcursul perioadei de cinci ani evaluate, UE a făcut progrese semnificative în creșterea participării la învățământul de bază și terțiar, precum și la cursurile de perfecționare sau recalificare și, într-o măsură mai mică, la educația timpurie a copiilor. În schimb, tendințele în ceea ce privește rezultatele educaționale au fost mai puțin favorabile. Procentul persoanelor cu rezultate slabe la testul PISA s-a deteriorat și mai mult, iar Ponderea adulților care au cel puțin abilități digitale de bază rămâne departe de obiectivul stabilit.

## Indicatori care măsoară progresul către ODD4, UE
| Indicator                                                             | Perioadă                                                              | Rata anuală de creștere                                               | Tendință                                                              | Observații       |
| Educație de bază                                                      | Educație de bază                                                      | Educație de bază                                                      | Educație de bază                                                      | Educație de bază |
| --------------------------------------------------------------------- | --------------------------------------------------------------------- | --------------------------------------------------------------------- | --------------------------------------------------------------------- | ---------------- |
| Copii de 15 ani cu rezultate slabe la lectură, matematică sau științe | 2006–2018                                                             | constatat: 0,6%[1]                                                    | ▼                                                                     | ODD 4            |
| Copii de 15 ani cu rezultate slabe la lectură, matematică sau științe | 2006–2018                                                             | necesar: –1,4%[1]                                                     | ▼                                                                     | ODD 4            |
| Copii de 15 ani cu rezultate slabe la lectură, matematică sau științe | 2015–2018                                                             | constatat: 4,0%[2]                                                    | ▼                                                                     | ODD 4            |
| Copii de 15 ani cu rezultate slabe la lectură, matematică sau științe | 2015–2018                                                             | necesar: –1,9%[2]                                                     | ▼                                                                     | ODD 4            |
| Participarea la educația timpurie                                     | 2006–2018                                                             | serie temporală prea scurtă pentru evaluarea pe termen lung           | serie temporală prea scurtă pentru evaluarea pe termen lung           | ODD 4            |
| Participarea la educația timpurie                                     | 2015–2020                                                             | constatat: 0,2%                                                       | ▲                                                                     | ODD 4            |
| Participarea la educația timpurie                                     | 2015–2020                                                             | necesar: 0,3%                                                         | ▲                                                                     | ODD 4            |
| Abandon timpuriu al educației și formării                             | 2007–2022                                                             | constatat: –2,8%                                                      | ▲                                                                     | ODD 4            |
| Abandon timpuriu al educației și formării                             | 2007–2022                                                             | necesar: –2,1%                                                        | ▲                                                                     | ODD 4            |
| Abandon timpuriu al educației și formării                             | 2017–2022                                                             | constatat: –1,8%                                                      | ▲                                                                     | ODD 4            |
| Abandon timpuriu al educației și formării                             | 2017–2022                                                             | necesar: –1,2%                                                        | ▲                                                                     | ODD 4            |
| Învățământ superior (terțiar)                                         |                                                                       |                                                                       |                                                                       |                  |
| Studii superioare (terțiare)                                          | 2007–2022                                                             | constatat: 2.5%                                                       | ▲                                                                     | ODD 4            |
| Studii superioare (terțiare)                                          | 2007–2022                                                             | necesar: 1,9%                                                         | ▲                                                                     | ODD 4            |
| Studii superioare (terțiare)                                          | 2017–2022                                                             | constatat: 2,2%                                                       | ▲                                                                     | ODD 4            |
| Studii superioare (terțiare)                                          | 2017–2022                                                             | necesar: 1,4%                                                         | ▲                                                                     | ODD 4            |
| Învățământul pentru adulți                                            |                                                                       |                                                                       |                                                                       |                  |
| Participarea adulților la învățare în ultimele 4 săptămâni            | 2007–2022                                                             | 2,8%                                                                  | ▲                                                                     | ODD 4            |
| Participarea adulților la învățare în ultimele 4 săptămâni            | 2017–2022                                                             | 2,7%                                                                  | ▲                                                                     | ODD 4            |
| Abilități digitale                                                    |                                                                       |                                                                       |                                                                       |                  |
| Ponderea adulților care au cel puțin abilități digitale de bază       | serie temporală prea scurtă pentru evaluarea pe termen lung sau scurt | serie temporală prea scurtă pentru evaluarea pe termen lung sau scurt | serie temporală prea scurtă pentru evaluarea pe termen lung sau scurt | ODD 4            |

Note:

Pentru indicatorii fără țintă sunt prezentate ratele de creștere constatate pe perioadele specificate. Pentru indicatorii cu o țintă UE cuantificată (), sunt prezentate atât ratele de creștere constatate, cât și ratele de creștere care ar fi fost necesare în perioadele specificate pentru îndeplinirea obiectivului

[1] Tendința se referă la cea mai slabă performanță dintre cele trei subiecte (știință)

[2] Tendința se referă la cea mai slabă performanță dintre cele trei subiecte (lectură)

## Prezentare generală

### Educația de bază
Educația de bază acoperă cele mai timpurii etape ale parcursului educațional al unui copil, de la educația și îngrijirea timpurie a copiilor până la învățământul primar și secundar. O educație incluzivă și de calitate pentru toți, care elimină segregarea școlară, este un element esențial al dezvoltării durabile. Astfel, ODD 4 urmărește să se asigure că până în 2030 toate fetele și băieții au acces la o dezvoltare, îngrijire și educație preprimară de calitate pentru copiii mici, astfel încât să fie pregătiți pentru învățământul primar. În plus, ODD 4 intenționează să se asigure că toți băieții și fetele absolvă un învățământ primar și secundar gratuite, echitabile și de calitate, care să conducă la rezultate relevante și eficiente ale învățării. În plus, ODD 4 se concentrează pe asigurarea faptului că toți tinerii au un bagaj de cunoștințe care include alfabetizarea, calculul și competențele relevante necesare pentru angajare, locuri de muncă decente și antreprenoriat.
Participarea la educația și îngrijirea timpurie a copiilor crește prea lent în UE pentru a atinge obiectivul pentru 2030
Educația și îngrijirea timpurii sunt de obicei primul pas pe parcursul educațional al unui copil. Conform Cadrului de calitate al UE pentru educația și îngrijirea timpurie din copilărie, accesul la educație și îngrijire timpurie de calitate pentru toți copiii contribuie la dezvoltarea, bunăstarea și succesul educațional al acestora. De asemenea, așa cum se subliniază în Recomandarea Consiliului din 2022 privind educația și îngrijirea timpurii, absența educației și îngrijirii timpurii este o constrângere semnificativă a participării femeilor pe piața muncii.
Recomandarea Consiliului din 2021 privind o garanție europeană pentru copii subliniază, de asemenea, importanța accesului egal la educație și îngrijire timpurie de calitate și incluzivă pentru a înlătura transmiterea excluziunii sociale și pentru a asigura șanse egale pentru copiii aflați într-o situație dezavantajată. Abordarea dezavantajului din primii ani este o investiție rentabilă, deoarece contribuie la includerea copiilor și la integrarea lor pe piața muncii și în viața socială atunci când devin adulți.
Participarea la educația timpurie este definită ca ponderea populației cu vârsta cuprinsă între trei ani și vârsta de începere a învățământului primar obligatoriu care participă la educația timpurie. Participarea la educația timpurie a crescut lent în UE din 2014, ajungând la 93,0% în 2020. Va fi necesar un progres mai puternic în următorii ani pentru a atinge obiectivul de 96% până în 2030.
Nivelurile de educație în UE se îmbunătățesc
Abandonul timpuriu al școlii este legat de șomaj, excluziune socială, sărăcie și sănătate precară. Astfel, este în interesul societăților în ansamblu, precum și al indivizilor înșiși, să se asigure că toată lumea finalizează un anumit nivel de educație și formare. În consecință, cadrul strategic al EEA (European Education Area) a stabilit un obiectiv de a reduce ponderea celor care părăsesc timpuriu educația și formarea la sub 9% până în 2030.
Din 2002, rata abandonului timpuriu al educației și formării a scăzut continuu în UE, deși mai lent în ultimii ani. În 2022, ponderea atinsese 9,6%, ceea ce a pus UE pe drumul cel bun pentru atingerea obiectivului pentru 2030. O analiză în funcție de gradul de urbanizare relevă că tinerii care locuiesc în orașe și suburbii (10,6%) și zonele rurale (10,0%) au avut mai multe șanse să părăsească școala mai devreme decât tinerii care locuiesc în municipii (8,6%) în 2022.
Monitorizarea țintei de 9% este completată de un indicator suplimentar privind absolvirea cel puțin a învățământului secundar superior, care este în general considerată cerința minimă pentru obținerea unui loc de muncă satisfăcător în economia actuală și este important pentru participarea deplină la viața socială. Indicatorul, care măsoară ponderea persoanelor cu vârsta cuprinsă între 20 și 24 de ani cu cel puțin o calificare secundară superioară, arată că 83,6% au absolvit acest nivel de educație în 2022.
Rezultatele educaționale în lectură, matematică și științe au continuat să se deterioreze
Pe lângă nivelul educațional în general, atingerea unui anumit nivel al competențelor de bază este un obiectiv cheie al tuturor sistemelor educaționale.
Abilitățile de bază, precum citirea unui text simplu sau efectuarea de calcule simple, oferă bazele pentru învățare, dobândirea de abilități de specialitate și dezvoltare personală. Persoanele cu rezultate slabe în Programul OCDE pentru evaluarea internațională a studenților (PISA) sunt acei elevi care nu reușesc să atingă nivelul minim de competență necesar pentru a participa cu succes în societate. Acești elevi se confruntă cu mai puține oportunități în viitor, atât la nivel personal, cât și profesional.
În 2018, mai mult de unul din cinci elevi de 15 ani au demonstrat abilități insuficiente în una sau mai multe dintre aceste abilități de bază. Rezultatele testelor din acel an au arătat că 22,3% dintre elevi aveau rezultate slabe la științe, urmați de 22,5% la citit și 22,9% la matematică. În comparație cu 2015, rezultatele au fost un pas înapoi, indicând că UE rămâne serios în urmă în toate cele trei domenii când vine vorba de atingerea obiectivului la nivelul UE pentru 2030 de a reduce ponderea tinerilor de 15 ani cu rezultate slabe în competențe de bază la mai putin de 15%.

### Învățământul superior (terțiar)
Continuarea educației după nivelul de bază este importantă deoarece persoanele cu calificări superioare au șanse mai mari de a fi angajați și este mai puțin probabil să se confrunte cu sărăcia într-o economie bazată pe cunoaștere. Prin urmare, investirea eficientă în sisteme de educație și formare care oferă servicii de înaltă calitate și la zi pune bazele prosperității unei țări. În plus, ratele de ocupare a forței de muncă sunt în general mai ridicate pentru persoanele cu studii superioare. În schimb, nivelurile scăzute al populației cu studii superioare (terțiare) pot împiedica competitivitatea, inovația și productivitatea și pot submina potențialul de creștere.
Ponderea persoanelor cu studii superioare a crescut semnificativ din 2002
Cadrul strategic EEA (European Education Area) urmărește să crească ponderea populației cu vârsta cuprinsă între 25 și 34 de ani care a absolvit o calificare de învățământ superior (nivelurile 5-8 în Clasificarea internațională standard a educației (ISCED) din 2011, la cel puțin 45% până în 2030. Ca rezultat al creșterii de 18,9 puncte procentuale față de 2002, UE a atins o rată de studii superioare de 42,0% în 2022 și este pe cale să își atingă obiectivul pentru 2030. Gradul de urbanizare pare să fie legat de nivelurile de studii superioare (terțiare). În timp ce în 2022 mai mult de jumătate (52,2%) din populația cu vârste cuprinse între 25 și 34 de ani care trăia în municipii avea studii superioare, rata a fost semnificativ mai mică pentru orașe și suburbii (35,9%) și zonele rurale (30,2%).
Ponderea tinerilor cu vârsta între 25 și 34 de ani cu studii superioare a crescut constant din 2002 în toate statele membre. Acest lucru reflectă parțial investiția în învățământul superior pentru a satisface cererea pentru o forță de muncă mai calificată. În plus, unele țări au trecut la programe de studii mai scurte în urma implementării reformelor procesului Bologna.
Învățământul pentru adulți
Menținerea la zi a competențelor pentru a sprijini interesul continuu pentru o forță de muncă de înaltă calitate este unul dintre obiectivele învățării adulților. Educația adulților acoperă cea mai lungă perioadă de învățare din viața unei persoane. Este crucială pentru menținerea unei bune sănătăți, pentru a rămâne activ în comunitate și pentru a fi pe deplin inclus în toate aspectele societății. În plus, ajută la îmbunătățirea și dezvoltarea competențelor, adaptarea la evoluțiile tehnologice, avansarea în carieră a unei persoane sau sprijinirea revenirii acesteia pe piața muncii (cursuri de perfecționare sau recalificare).
Participarea adulților la învățare este în creștere
Participarea adulților la învățare monitorizează ponderea persoanelor cu vârste între 25 și 64 de ani care au declarat că au urmat cursuri de educație și formare formală sau non-formală în cele patru săptămâni premergătoare sondajului. Deși această pondere a crescut din 2002, când a fost de 5,3%, ea a rămas la un nivel destul de scăzut, ajungând la doar 11,9% în 2022. O scădere la 9,1% în 2020 ar putea fi legată de pandemia COVID-19 și de prevederile măsurilor de urgență aferente, cum ar fi disponibilizările și munca la distanță. În mod similar, pentru adulții fără un loc de muncă, înscrierea la programele de educație și formare s-a redus temporar la începutul pandemiei din cauza perioadelor extinse de izolare.
Femeile sunt mai predispuse să participe la învățământul adulților decât bărbații. În 2022, ponderea femeilor cu vârste între 25 și 64 de ani a fost cu 2,1 puncte procentuale mai mare decât cea a bărbaților (12,9% față de 10,8%). Rata femeilor nu numai că a fost mai mare decât cea a bărbaților, dar s-a și îmbunătățit mai rapid, câștigând 7,4 puncte procentuale din 2002, față de 5,8 puncte procentuale pentru bărbați. Rata de participare la o formă de învățământ pentru adulți diferă și în ceea ce privește gradul de urbanizare. În 2022, adulții care locuiesc în municipii aveau o rată mai mare de participare la învățare (14,6%) decât cei care locuiesc în orașe și suburbii (10,6%) sau zonele rurale (9,0%).
În timp ce indicatorul se bazează pe întrebarea dacă adulții au participat la învățare în timpul celor patru săptămâni premergătoare sondajului, ținta definită în cadrul strategic al EEA și în Planul de acțiune al Pilonului european al drepturilor sociale se referă la ponderea adulților care au participat la învățare în ultimele 12 luni. Datele de referință pentru definiția țintei au fost colectate până acum abia în 2016. La acel moment, ponderea era de 37,4%, ceea ce este cu 9,6 puncte procentuale sub ținta UE de 47% pentru 2025 și cu 22,6 puncte procentuale sub ținta 2030 de 60%. Ratele de participare au fost deosebit de scăzute pentru adulții cu nivel scăzut de educație (niveluri 0-2 ISCED 2011) la 17,9%. În consecință, Agenda europeană pentru competențe a stabilit și o țintă pentru creșterea ponderii adulților cu vârsta cuprinsă între 25 și 64 de ani cu o calificare scăzută și care au participat la învățare în ultimele 12 luni la 30% până în 2025. Spre deosebire de acest grup, mai mult de jumătate (58,1%) dintre adulții cu studii superioare (nivelurile 5-8 ISCED 2011) au participat la învățare în 2016.

### Competențe digitale
Digitalizarea are un impact masiv asupra pieței muncii și asupra tipului de competențe necesare în economie și societate. Astfel, abilitățile digitale sunt de o valoare critică pentru muncă, învățare și interacțiune socială. Pandemia de COVID-19 a accentuat decalajul de competențe digitale care exista deja și apar noi inegalități, deoarece mulți oameni nu au încă un nivel de bază de competențe digitale sau se află la locuri de muncă sau școli care au rămas în urmă în digitalizare.
Ponderea persoanelor cu cel puțin competențe digitale de bază rămâne departe de obiectivul pentru 2030
Planul de acțiune pentru Pilonul european al drepturilor sociale a stabilit un obiectiv complementar pentru UE de a crește ponderea persoanelor cu vârsta cuprinsă între 16 și 74 de ani care au cel puțin competențe digitale de bază la 80% în 2030. Acest obiectiv este monitorizat cu ajutorul indicatorului compozit pentru competențe digitale, pe baza activităților selectate desfășurate de indivizi pe internet în domenii specifice: noțiuni de bază despre informații și date, comunicare și colaborare, creare de conținut digital, securitate online și rezolvare de probleme. Nivelul „cel puțin competențe digitale de bază” se referă la cele mai înalte două din șase niveluri derivate din sondajul privind utilizarea tehnologiilor informației și comunicațiilor (TIC) în gospodării și de către indivizi. Se presupune că persoanele care pot desfășura anumite activități au abilitățile digitale dorite, prin urmare indicatorul poate fi considerat ca un substitut pentru măsurarea competențelor și abilităților digitale ale indivizilor.
În 2021, ponderea persoanelor cu vârste cuprinse între 16 și 74 de ani cu cel puțin competențe digitale de bază a fost de 53,9% și, astfel, la un nivel considerabil sub ținta de 80% pentru 2030. Spre deosebire de majoritatea celorlalți indicatori de educație prezentați în acest capitol, mai puține femei (52,3% în 2021) aveau cel puțin competențe digitale de bază decât bărbații (55,6%). Vârsta și educația formală afectează, de asemenea, nivelul de competențe digitale al unei persoane. În timp ce 71,2% dintre tinerii cu vârste între 16 și 24 de ani aveau competențe digitale generale de bază sau peste nivelul de bază în 2021, acesta a fost cazul doar pentru 62,1% dintre cei cu vârste între 25 și 54 de ani. Persoanele în vârstă întâmpină probleme în special la utilizarea mijloacelor digitale, doar 34,6% dintre persoanele cu vârsta cuprinsă între 55 și 74 de ani având cel puțin abilități digitale de bază în 2021. În plus, 79,0% dintre persoanele cu educație formală înaltă au avut astfel de abilități digitale în 2021, față de doar 31,9% dintre persoanele cu educație formală slabă sau fără educație.
Competențele digitale constituie o abilitate esențială pentru participarea într-o lume bazată pe tehnologie. În cadrul strategic al EEA, UE stabilește o țintă ca ponderea elevilor de clasa a VIII-a cu rezultate slabe în alfabetizarea informatică și informațională să fie mai mică de 15% până în 2030. Una dintre concluziile cheie ale studiului din 2018 arată că tinerii nu dezvoltă abilități digitale sofisticate doar crescând utilizarea dispozitivelor digitale: în 8 din 13 state membre care au participat la Studiul Internațional de Informatică și Computere (ICILS), mai mult de o treime dintre elevi au obținut scoruri sub nivelul 2 pe scara ICILS CIL. Acest nivel poate fi definit ca pragul de subperformanță în competența digitală.

## Prezentarea principalilor indicatori

### Copii de 15 ani cu rezultate slabe la lectură, matematică sau științe

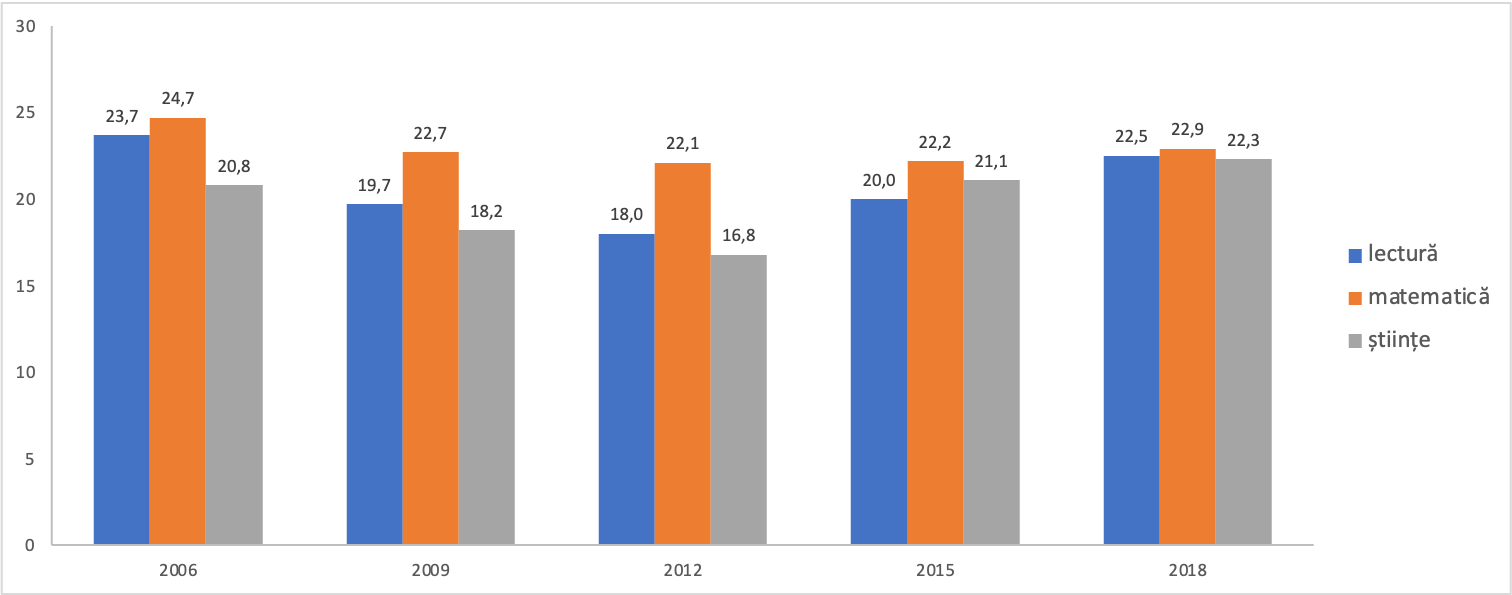
Media UE 2006-2018
lectură
matematică
științe
Sursa: Eurostat (online data code: sdg_04_40)

Acest indicator măsoară ponderea elevilor de 15 ani care nu reușesc să atingă nivelul 2 („nivelul competențelor de bază”) pe scala Programului pentru evaluarea internațională a elevilor (PISA) pentru cele trei discipline școlare de bază: lectură, matematică și științe. Datele provin din studiul PISA, un sondaj internațional trienal care își propune să evalueze sistemele de învățământ prin testarea abilităților și cunoștințelor elevilor de 15 ani.
| Loc | Țară              | 2000 | 2000 | 2000 | 2003 | 2003 | 2003 | 2006 | 2006 | 2006 | 2009   | 2009 | 2009 | 2012 | 2012 | 2012 | 2015 | 2015 | 2015 | 2018   | 2018 | 2018 |
| Loc | Țară              | l    | m    | ș    | l    | m    | ș    | l    | m    | ș    | l      | m    | ș    | l    | m    | ș    | l    | m    | ș    | l      | m    | ș    |
|     |                   |      |      |      |      |      |      |      |      |      |        |      |      |      |      |      |      |      |      |        |      |      |
| --- | ----------------- | ---- | ---- | ---- | ---- | ---- | ---- | ---- | ---- | ---- | ------ | ---- | ---- | ---- | ---- | ---- | ---- | ---- | ---- | ------ | ---- | ---- |
| -   | Uniunea Europeană | N/A  | N/A  | N/A  | N/A  | N/A  | N/A  | 23,7 | 24,7 | 20,8 | 19,7 b | 22,7 | 18,2 | 18,0 | 22,1 | 16,8 | 20,0 | 22,2 | 21,1 | 22,5 b | 22,9 | 22,3 |
| 1   | Estonia           | N/A  | N/A  | N/A  | N/A  | N/A  | N/A  | 13,6 | 12,1 | 7,7  | 13,3 b | N/A  | 8,3  | 9,1  | 10,5 | 5,0  | 10,6 | 11,2 | 8,8  | 11,1 b | 10,2 | 8,8  |
| 2   | Finlanda          | 7,0  | N/A  | N/A  | 5,7  | 6,8  | N/A  | 4,8  | 6,0  | 4,1  | 8,1 b  | N/A  | 6,0  | 11,3 | 12,3 | 7,7  | 11,1 | 13,6 | 11,5 | 13,5 b | 15,0 | 12,9 |
| 3   | Polonia           | 23,2 | N/A  | N/A  | 16,8 | 22,0 | N/A  | 16,2 | 20,0 | 17,0 | 15,0 b | N/A  | 13,1 | 10,6 | 14,4 | 9,0  | 14,4 | 17,2 | 16,3 | 14,7 b | 14,7 | 13,8 |
| 4   | Irlanda           | 11,0 | N/A  | N/A  | 11,0 | 16,8 | N/A  | 12,1 | 16,5 | 15,5 | 17,2 b | N/A  | 15,2 | 9,6  | 16,9 | 11,1 | 10,2 | 15,0 | 15,3 | 11,8 b | 15,7 | 17,0 |
| 5   | Slovenia          | N/A  | N/A  | N/A  | N/A  | N/A  | N/A  | 16,5 | 17,8 | 13,9 | 21,2 b | N/A  | 14,8 | 21,1 | 20,1 | 12,9 | 15,1 | 16,1 | 15,0 | 17,9 b | 16,4 | 14,6 |
| 6   | Danemarca         | 17,9 | N/A  | N/A  | 16,5 | 15,4 | N/A  | 16,0 | 13,7 | 18,4 | 15,2 b | N/A  | 16,6 | 14,6 | 16,8 | 16,7 | 15,0 | 13,6 | 15,9 | 16,0 b | 14,6 | 18,7 |
| 7   | Suedia            | 12,6 | N/A  | N/A  | 13,3 | 17,3 | N/A  | 15,3 | 18,4 | 16,4 | 17,4 b | N/A  | 19,1 | 22,7 | 27,1 | 22,2 | 18,4 | 20,8 | 21,6 | 18,4 b | 18,8 | 19,0 |
| 8   | Letonia           | 30,1 | N/A  | N/A  | 18,0 | 23,7 | N/A  | 21,2 | 20,8 | 17,4 | 17,6 b | N/A  | 14,7 | 17,0 | 19,9 | 12,4 | 17,7 | 21,4 | 17,2 | 22,4 b | 17,3 | 18,5 |
| 9   | Cehia             | 17,5 | N/A  | N/A  | 19,3 | 16,6 | N/A  | 24,8 | 19,3 | 15,5 | 23,1 b | N/A  | 17,3 | 16,9 | 21,0 | 13,8 | 22,0 | 21,7 | 20,7 | 20,7 b | 20,4 | 18,8 |
| 10  | Țările de Jos     | N/A  | N/A  | N/A  | 11,5 | 10,9 | N/A  | 15,1 | 11,6 | 13,0 | 14,3 b | N/A  | 13,2 | 14,0 | 14,8 | 13,1 | 18,1 | 16,7 | 18,5 | 24,1 b | 15,8 | 20,0 |
| 11  | Belgia            | 19,0 | N/A  | N/A  | 17,9 | 16,5 | N/A  | 19,4 | 17,5 | 17,0 | 17,7 b | N/A  | 18,0 | 16,1 | 19,0 | 17,7 | 19,5 | 20,1 | 19,8 | 21,3 b | 19,7 | 20,0 |
| 12  | Germania          | 22,6 | N/A  | N/A  | 22,3 | 21,6 | N/A  | 20,0 | 20,0 | 15,4 | 18,5 b | N/A  | 14,8 | 14,5 | 17,7 | 12,2 | 16,2 | 17,2 | 17,0 | 20,7 b | 21,1 | 19,6 |
| 13  | Spania            | 16,3 | N/A  | N/A  | 21,1 | 23,0 | N/A  | 25,7 | 24,8 | 19,6 | 19,6 b | N/A  | 18,2 | 18,3 | 23,6 | 15,7 | 16,2 | 22,2 | 18,3 | N/A    | 24,7 | 21,3 |
| 14  | Franța            | 15,2 | N/A  | N/A  | 17,5 | 16,6 | N/A  | 21,7 | 22,4 | 21,2 | 19,8 b | N/A  | 19,3 | 18,9 | 22,4 | 18,7 | 21,5 | 23,5 | 22,1 | 20,9 b | 21,3 | 20,5 |
| 15  | Portugalia        | 26,3 | N/A  | N/A  | 21,9 | 30,1 | N/A  | 24,9 | 30,9 | 24,5 | 17,6 b | N/A  | 16,5 | 18,8 | 24,9 | 19,0 | 17,2 | 23,8 | 17,4 | 20,2 b | 23,3 | 19,6 |
| 16  | Austria           | 19,3 | N/A  | N/A  | 20,7 | 18,8 | N/A  | 21,5 | 20,1 | 16,3 | N/A b  | N/A  | N/A  | 19,5 | 18,7 | 15,8 | 22,5 | 21,8 | 20,8 | 23,6 b | 21,1 | 21,9 |
| 17  | Lituania          | N/A  | N/A  | N/A  | N/A  | N/A  | N/A  | 25,7 | 23,1 | 20,3 | 24,4 b | N/A  | 17,0 | 21,2 | 26,0 | 16,1 | 25,1 | 25,4 | 24,7 | 24,4 b | 25,6 | 22,2 |
| 18  | Italia            | 18,9 | N/A  | N/A  | 23,9 | 31,9 | N/A  | 26,4 | 33,0 | 25,3 | 21,0 b | N/A  | 20,6 | 19,5 | 24,7 | 18,7 | 21,0 | 23,3 | 23,2 | 23,3 b | 23,8 | 25,9 |
| 19  | Ungaria           | 22,7 | N/A  | N/A  | 20,5 | 23,0 | N/A  | 20,6 | 21,2 | 15,0 | 17,6 b | N/A  | 14,1 | 19,7 | 28,1 | 18,0 | 27,5 | 28,0 | 26,0 | 25,3 b | 25,6 | 24,1 |
| 20  | Croația           | N/A  | N/A  | N/A  | N/A  | N/A  | N/A  | 21,5 | 28,7 | 17,0 | 22,4 b | N/A  | 18,5 | 18,7 | 29,9 | 17,3 | 19,9 | 32,0 | 24,6 | 21,6 b | 31,2 | 25,4 |
| 21  | Luxemburg         | 35,1 | N/A  | N/A  | 22,7 | 21,7 | N/A  | 22,9 | 22,9 | 22,1 | 26,0 b | N/A  | 23,7 | 22,2 | 24,3 | 22,2 | 25,6 | 25,8 | 25,9 | 29,3 b | 27,2 | 26,8 |
| 22  | Slovacia          | N/A  | N/A  | N/A  | 24,9 | 19,9 | N/A  | 27,8 | 21,0 | 20,2 | 22,2 b | N/A  | 19,3 | 28,2 | 27,5 | 26,9 | 32,1 | 27,7 | 30,7 | 31,4 b | 25,1 | 29,3 |
| 23  | Grecia            | 24,4 | N/A  | N/A  | 25,3 | 38,9 | N/A  | 27,7 | 32,5 | 24,0 | 21,3 b | N/A  | 25,3 | 22,6 | 35,7 | 25,5 | 27,3 | 35,8 | 32,7 | 30,5 b | 35,8 | 31,7 |
| 24  | Malta             | N/A  | N/A  | N/A  | N/A  | N/A  | N/A  | N/A  | N/A  | N/A  | 36,3 b | N/A  | 32,5 | N/A  | N/A  | N/A  | 35,6 | 29,1 | 32,5 | 35,9 b | 30,2 | 33,5 |
| 25  | Cipru             | N/A  | N/A  | N/A  | N/A  | N/A  | N/A  | N/A  | N/A  | N/A  | N/A b  | N/A  | N/A  | 32,8 | 42,0 | 38,0 | 35,6 | 42,6 | 42,1 | 43,7 b | 36,9 | 39,0 |
| 26  | România           | 41,3 | N/A  | N/A  | N/A  | N/A  | N/A  | 53,5 | 52,9 | 46,9 | 40,4 b | N/A  | 41,4 | 37,3 | 40,8 | 37,3 | 38,7 | 39,9 | 38,5 | 40,8 b | 46,6 | 43,9 |
| 27  | Bulgaria          | 40,3 | N/A  | N/A  | N/A  | N/A  | N/A  | 51,1 | 53,4 | 42,6 | 41,0 b | N/A  | 38,8 | 39,4 | 43,8 | 36,9 | 41,5 | 42,1 | 37,9 | 47,1 b | 44,4 | 46,5 |

| Loc | Țară              | 2000 | 2000 | 2000 | 2003 | 2003 | 2003 | 2006 | 2006 | 2006 | 2009   | 2009 | 2009 | 2012 | 2012 | 2012 | 2015 | 2015 | 2015 | 2018   | 2018 | 2018 |
| Loc | Țară              | l    | m    | ș    | l    | m    | ș    | l    | m    | ș    | l      | m    | ș    | l    | m    | ș    | l    | m    | ș    | l      | m    | ș    |
| --- | ----------------- | ---- | ---- | ---- | ---- | ---- | ---- | ---- | ---- | ---- | ------ | ---- | ---- | ---- | ---- | ---- | ---- | ---- | ---- | ------ | ---- | ---- |
| -   | Norvegia          | 17,5 | N/A  | N/A  | 18,1 | 20,8 | N/A  | 22,4 | 22,4 | 21,1 | 15,0 b | N/A  | 15,8 | 16,2 | 22,3 | 19,6 | 14,9 | 17,1 | 18,7 | 19,3 b | 18,9 | 20,8 |
| -   | Elveția           | 20,4 | N/A  | N/A  | 16,7 | 14,5 | N/A  | 16,4 | 13,6 | 16,1 | 16,8 b | N/A  | 14,0 | 13,7 | 12,4 | 12,8 | 20,0 | 15,8 | 18,5 | 23,6 b | 16,8 | 20,2 |
| -   | Islanda           | 14,5 | N/A  | N/A  | 18,5 | 15,0 | N/A  | 20,5 | 16,9 | 20,6 | 16,8 b | N/A  | 17,9 | 21,0 | 21,5 | 24,0 | 22,1 | 23,6 | 25,3 | 26,4 b | 20,7 | 25,0 |
|     |                   |      |      |      |      |      |      |      |      |      |        |      |      |      |      |      |      |      |      |        |      |      |
| -   | Turcia            | N/A  | N/A  | N/A  | 36,8 | 52,2 | N/A  | 32,2 | 52,2 | 46,6 | 24,5 b | N/A  | 30,0 | 21,6 | 42,0 | 26,4 | 40,0 | 51,4 | 44,5 | 26,1 b | 36,7 | 25,2 |
| -   | Serbia            | N/A  | N/A  | N/A  | N/A  | N/A  | N/A  | 51,7 | 42,6 | 38,5 | 32,8 b | N/A  | 34,4 | 33,1 | 38,9 | 35,0 | N/A  | N/A  | N/A  | 37,7 b | 39,7 | 38,3 |
| -   | Muntenegru        | N/A  | N/A  | N/A  | N/A  | N/A  | N/A  | 56,3 | 60,2 | 50,2 | 49,5 b | N/A  | 53,6 | 43,3 | 56,6 | 50,7 | 41,9 | 51,9 | 51,0 | 44,4 b | 46,2 | 48,2 |
| -   | Albania           | 70,4 | N/A  | N/A  | N/A  | N/A  | N/A  | N/A  | N/A  | N/A  | 56,7 b | N/A  | 57,3 | 52,3 | 60,7 | 53,1 | 50,3 | 53,3 | 41,7 | 52,2 b | 42,4 | 47,0 |
| -   | Macedonia de Nord | 62,7 | N/A  | N/A  | N/A  | N/A  | N/A  | N/A  | N/A  | N/A  | N/A b  | N/A  | N/A  | N/A  | N/A  | N/A  | 70,7 | 70,2 | 62,9 | 55,1 b | 61,0 | 49,5 |
|     |                   |      |      |      |      |      |      |      |      |      |        |      |      |      |      |      |      |      |      |        |      |      |
| -   | Japonia           | 10,1 | N/A  | N/A  | 19,0 | 13,3 | N/A  | 18,4 | 13,1 | 12,0 | 13,6 b | N/A  | 10,7 | 9,8  | 11,1 | 8,5  | 12,9 | 10,7 | 9,6  | 16,8 b | 11,5 | 10,8 |
| -   | Coreea de Sud     | 5,8  | N/A  | N/A  | 6,8  | 9,5  | N/A  | 5,8  | 8,9  | 11,2 | 5,8 b  | N/A  | 6,3  | 7,6  | 9,1  | 6,6  | 13,7 | 15,5 | 14,4 | 15,1 b | 15,0 | 14,2 |
| -   | Regatul Unit      | N/A  | N/A  | N/A  | N/A  | N/A  | N/A  | 19,0 | 19,9 | 16,7 | 18,4 b | N/A  | 15,0 | 16,6 | 21,8 | 15,0 | 17,9 | 21,9 | 17,4 | 17,3 b | 19,2 | 17,4 |
| -   | Rusia             | 27,4 | N/A  | N/A  | 34,0 | 30,2 | N/A  | 35,3 | 26,8 | 22,2 | 27,4 b | N/A  | 22,0 | 22,3 | 24,0 | 18,8 | 16,2 | 18,9 | 18,2 | 22,1 b | 21,6 | 21,2 |
| -   | Statele Unite     | 17,9 | N/A  | N/A  | 19,4 | 25,7 | N/A  | N/A  | 28,2 | 24,4 | 17,6 b | N/A  | 18,1 | 16,6 | 25,8 | 18,1 | 19,0 | 29,4 | 20,3 | 19,3 b | 27,1 | 18,6 |

b - întrerupere în seriile temporale

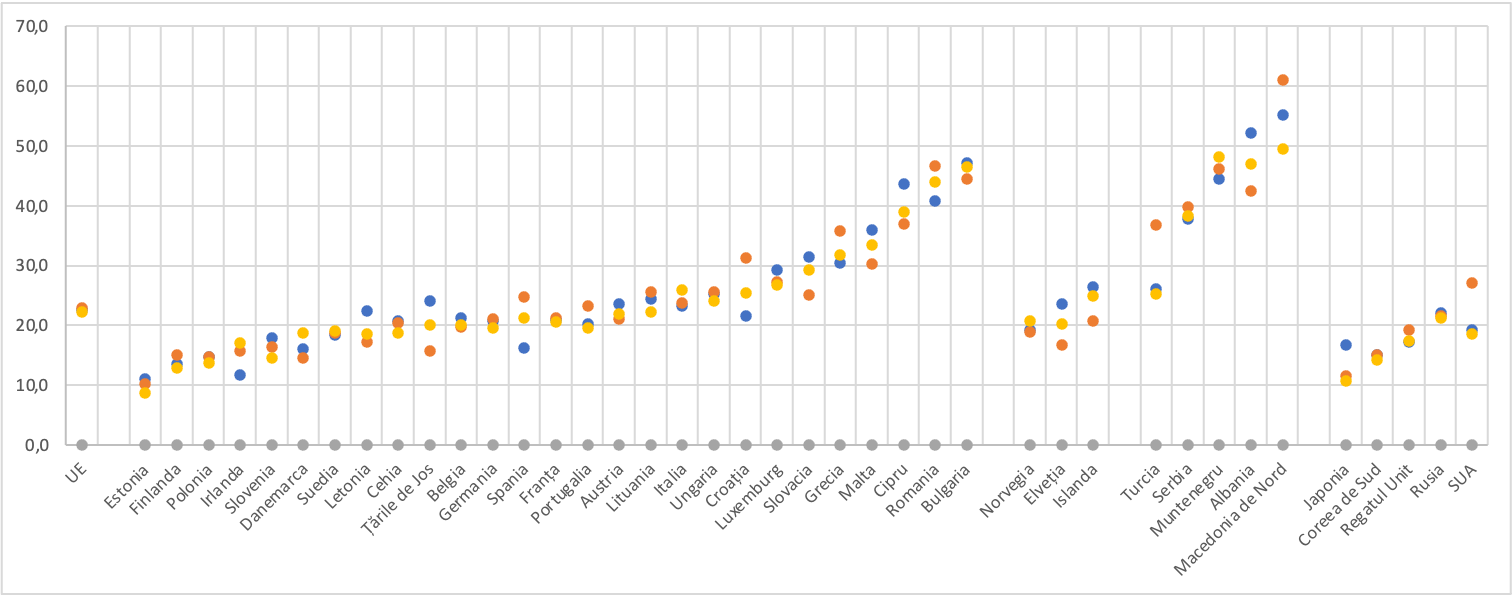
Date din 2018
lectură
matematică
științe
Sursa: Eurostat (online data code: sdg_04_40)

Sursa: Eurostat (online data code: sdg_04_40)

### Participarea la educația timpurie

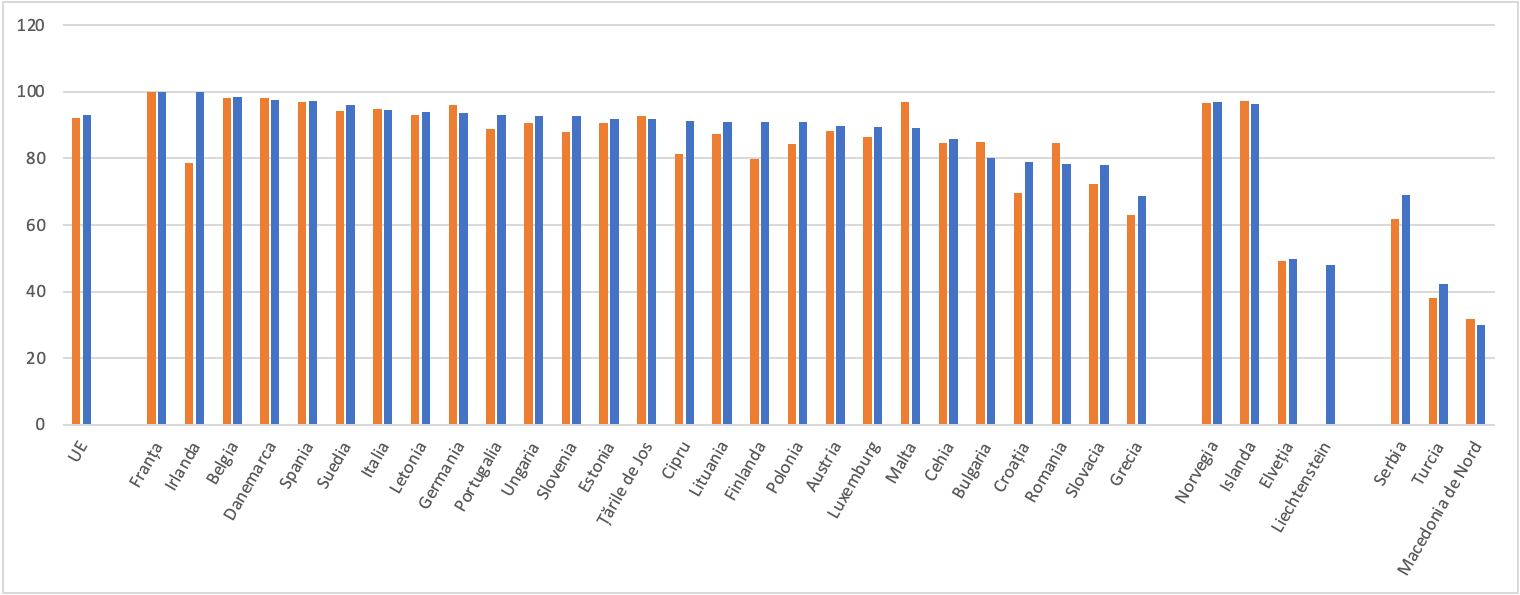
2015
2020
Sursa: Eurostat (online data code: sdg_04_31)

Acest indicator măsoară ponderea copiilor cu vârsta cuprinsă între trei ani și vârsta de începere a învățământului primar obligatoriu care au participat la educația timpurie. Datele prezentate provin din chestionarele comune UIS (Institutul de Statistică al UNESCO)/OCDE/Eurostat (UOE) privind statisticile educației, care constituie baza de date principală referitoare la educație.
| Loc | Țară              | 2013   | 2014   | 2015   | 2016   | 2017    | 2018    | 2019    | 2020    | 2021    |
|     |                   |        |        |        |        |         |         |         |         |         |
| --- | ----------------- | ------ | ------ | ------ | ------ | ------- | ------- | ------- | ------- | ------- |
| -   | Uniunea Europeană | 91,8   | 91,2   | 92,0   | 92,5 d | 92,5    | 92,3    | 92,9    | 93,0    | 92,5 d  |
| 1   | Franța            | 100,0  | 99,3 b | 100,0  | 100,0  | 100,0   | 100,0 p | 100,0 p | 100,0 p | 100,0 p |
| 2   | Irlanda           | 82,4   | 82,9   | 78,7   | 83,8   | N/A     | 100,0   | 100,0 e | 100,0   | 96,4    |
| 3   | Belgia            | 98,3   | 98,3   | 98,2 d | 98,2 d | 98,6 bd | 98,5 d  | 98,3    | 98,5    | 97,9    |
| 4   | Danemarca         | 97,6   | 97,5   | 98,0   | 97,6   | 97,5    | 99,5    | 97,7    | 97,6    | 97,0    |
| 5   | Spania            | 96,6   | 96,7 d | 96,8   | 96,9   | 97,1    | 97,5    | 97,3    | 97,2    | 96,0    |
| 6   | Suedia            | 95,0   | 95,2   | 94,1   | 94,7   | 95,4    | 95,1    | 95,6    | 95,9    | 96,1    |
| 7   | Italia            | 97,3   | 95,1   | 94,9   | 94,9   | 93,9    | 93,6    | 93,6    | 94,6    | 91,0    |
| 8   | Letonia           | 91,3   | 92,5   | 93,0   | 93,8   | 94,5    | 94,1    | 94,1    | 94,0    | 94,5    |
| 9   | Germania          | 95,8   | 95,8   | 96,0   | 94,9   | 94,6    | 94,2    | 94,0    | 93,7    | 93,1    |
| 10  | Portugalia        | 88,7   | 87,9   | 88,7 d | 88,5 d | 91,9    | 91,0    | 92,2 d  | 92,9 d  | 90,5 d  |
| 11  | Ungaria           | 88,3   | 89,7   | 90,7   | 92,1   | 92,0    | 92,2    | 92,9    | 92,8    | 93,4    |
| 12  | Slovenia          | 87,9   | 87,2   | 88,0   | 88,6   | 90,0    | 91,1    | 92,1    | 92,6    | 92,3    |
| 13  | Estonia           | 89,6   | 90,3   | 90,6   | 91,3   | 91,5    | 91,6    | 91,5    | 91,9    | 91,5    |
| 14  | Țările de Jos     | 94,1   | 92,0   | 92,8   | 93,9   | 94,5    | 89,4    | 90,5    | 91,7    | 93,0    |
| 15  | Cipru             | 69,4   | 68,5   | 81,3   | 82,6   | 86,5    | 88,4    | 90,1    | 91,1    | 85,8    |
| 16  | Lituania          | 83,4   | 85,9   | 87,3   | 88,1   | 88,9    | 88,9    | 89,6    | 90,9    | 92,1    |
| 17  | Finlanda          | 80,0   | 79,7   | 79,8   | 83,9   | 84,4    | 86,4    | 88,8    | 90,9    | 90,6    |
| 18  | Polonia           | 76,4 d | 79,8   | 84,3   | 87,7   | 86,0    | 88,2 e  | 90,3 e  | 90,8    | 90,4    |
| 19  | Austria           | 86,5   | 86,9   | 88,1   | 88,5   | 89,3    | 89,7    | 89,9    | 89,7    | 89,0    |
| 20  | Luxemburg         | 89,9   | 88,3   | 86,3   | 85,3   | 87,5 b  | 87,2    | 88,4    | 89,5    | 88,9    |
| 21  | Malta             | 99,4   | 95,5   | 96,9   | 95,0   | 93,2    | 93,8    | 91,9    | 89,1    | 86,2    |
| 22  | Cehia             | 76,8   | 80,5   | 84,6   | 86,6   | 87,7    | 86,7    | 86,3    | 85,8    | 84,2    |
| 23  | Bulgaria          | 83,8   | 85,5   | 84,8   | 82,8   | 81,0    | 79,8    | 79,9    | 80,1    | 79,4    |
| 24  | Croația           | 67,6   | 67,6   | 69,5   | 70,5   | 77,7    | 76,3    | 79,4    | 78,8    | 77,8    |
| 25  | România           | 84,1   | 84,2 e | 84,6   | 84,5   | 84,0    | 81,9    | 78,6    | 78,2    | 75,6    |
| 26  | Slovacia          | 72,3   | 73,0   | 72,2   | 73,4   | 74,9    | 77,6    | 77,8    | 78,1    | 77,4    |
| 27  | Grecia            | 85,3 d | 71,0   | 63,0 d | 63,1 d | 65,3 d  | 50,8 d  | 68,8 d  | N/A     | N/A     |

| Loc | Țară              | 2013 | 2014 | 2015 | 2016 | 2017 | 2018 | 2019 | 2020 | 2021 |
| --- | ----------------- | ---- | ---- | ---- | ---- | ---- | ---- | ---- | ---- | ---- |
| -   | Norvegia          | 96,7 | 96,6 | 96,7 | 96,7 | 96,9 | 97,0 | 97,1 | 97,0 | 97,3 |
| -   | Islanda           | 96,1 | 96,6 | 97,2 | 97,0 | 97,4 | 97,1 | 96,8 | 96,4 | 96,7 |
| -   | Elveția           | 46,7 | N/A  | 49,1 | 49,8 | 49,5 | 49,6 | 49,4 | 49,7 | 49,8 |
| -   | Liechtenstein     | N/A  | N/A  | N/A  | N/A  | 51,5 | 47,6 | 51,8 | 49,0 | 48,0 |
|     |                   |      |      |      |      |      |      |      |      |      |
| -   | Serbia            | 63,1 | 63,3 | 61,7 | 62,3 | 64,4 | 66,2 | 67,3 | 69,1 | 67,5 |
| -   | Turcia            | N/A  | 37,3 | 38,0 | 37,2 | 39,7 | 42,8 | 43,2 | 42,2 | 31,7 |
| -   | Macedonia de Nord | 29,7 | 30,4 | 31,7 | 39,2 | 36,5 | 39,8 | 42,3 | 30,0 | 35,1 |

b - întrerupere în seriile temporale

d - definiții diferite

bd - întrerupere în seriile temporale, definiții diferite

e - date estimate

p - date provizorii

Sursa: Eurostat (online data code: sdg_04_31)

### Abandon timpuriu al educației și formării

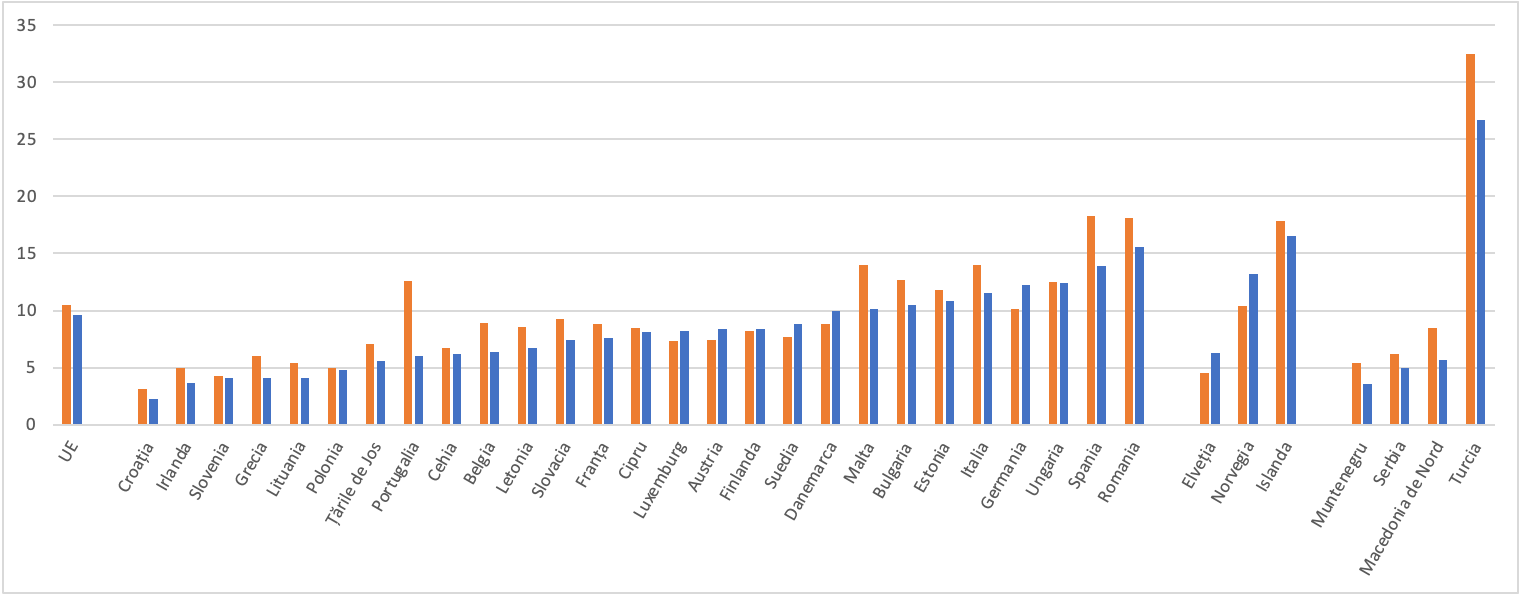
2017
2022
Sursa: Eurostat (online data code: sdg_04_10)

Indicatorul măsoară ponderea populației cu vârste cuprinse între 18 și 24 de ani, cu cel mult studii medii inferioare, care nu a fost implicată în niciun fel de educație sau formare în cursul celor patru săptămâni premergătoare sondajului. Datele provin din Ancheta UE privind forța de muncă (EU-LFS).
| Loc | Țară              | 2000   | 2001   | 2002   | 2003   | 2004   | 2005   | 2006   | 2007   | 2008   | 2009   | 2010   | 2011   | 2012 | 2013  | 2014   | 2015   | 2016  | 2017   | 2018  | 2019  | 2020   | 2021   | 2022  |
|     |                   |        |        |        |        |        |        |        |        |        |        |        |        |      |       |        |        |       |        |       |       |        |        |       |
| --- | ----------------- | ------ | ------ | ------ | ------ | ------ | ------ | ------ | ------ | ------ | ------ | ------ | ------ | ---- | ----- | ------ | ------ | ----- | ------ | ----- | ----- | ------ | ------ | ----- |
| -   | Uniunea Europeană | N/A    | N/A    | 16,9   | 16,4 b | 16,0   | 15,6   | 15,2 b | 14,7   | 14,4   | 14,0   | 13,8   | 13,2   | 12,6 | 11,8  | 11,1 b | 11,0   | 10,6  | 10,5   | 10,5  | 10,2  | 9,9    | 9,8 b  | 9,6   |
| 1   | Croația           | N/A    | N/A    | 8,0    | 7,9    | 5,4 u  | 5,1 bu | 4,7 bu | 4,5    | 4,4    | 5,2    | 5,2 b  | 5,0    | 5,1  | 4,5   | 2,8 bu | 2,8 u  | 2,8 u | 3,1    | 3,3   | 3,0 u | 2,2 u  | 2,4 bu | 2,3 u |
| 2   | Irlanda           | N/A    | N/A    | 14,6   | 13,1   | 13,1 b | 12,5   | 12,3 b | 12,0 b | 11,7   | 11,8   | 11,9   | 11,1   | 9,9  | 8,7   | 6,7 b  | 6,8    | 6,0   | 5,0 b  | 5,0   | 5,1   | 5,0    | 3,3 b  | 3,7   |
| 3   | Slovenia          | N/A    | 6,4    | 5,1    | 4,6 b  | 4,3    | 4,9    | 5,6 b  | 4,1    | 5,1    | 5,3    | 5,0    | 4,2    | 4,4  | 3,9   | 4,4 b  | 5,0    | 4,9   | 4,3    | 4,2   | 4,6   | 4,1    | 3,1 bu | 4,1   |
| 4   | Grecia            | 18,2   | 16,9 b | 16,2   | 15,6 b | 14,5 b | 13,3   | 15,1 b | 14,3   | 14,4 b | 14,2 b | 13,5   | 12,9   | 11,3 | 10,1  | 9,0 b  | 7,9    | 6,2   | 6,0    | 4,7   | 4,1   | 3,8    | 3,2 b  | 4,1   |
| 5   | Lituania          | 16,5 b | 14,9   | 13,4 b | 11,4   | 10,3 b | 8,4    | 8,8 b  | 7,8    | 7,5    | 8,7    | 7,9    | 7,4    | 6,5  | 6,3   | 5,9 b  | 5,5    | 4,8   | 5,4    | 4,6   | 4,0   | 5,6    | 5,3 b  | 4,1   |
| 6   | Polonia           | N/A    | 7,4    | 7,2    | 6,0 b  | 5,6 b  | 5,3    | 5,4    | 5,0    | 5,0 b  | 5,3    | 5,4 b  | 5,6    | 5,7  | 5,6 b | 5,4 b  | 5,3    | 5,2   | 5,0    | 4,8 b | 5,2   | 5,4    | 5,9 b  | 4,8   |
| 7   | Țările de Jos     | 15,4   | 15,1   | 15,3   | 14,3 b | 14,1   | 14,3 b | 12,9 b | 11,9   | 11,4   | 11,3   | 10,1   | 9,2    | 8,9  | 9,3 b | 8,7 b  | 8,2    | 8,0   | 7,1    | 7,3   | 7,5 b | 7,0    | 5,1 b  | 5,6   |
| 8   | Portugalia        | 43,7   | 44,3   | 45,0   | 41,2   | 39,3 b | 38,3   | 38,5 b | 36,5   | 34,9   | 30,9   | 28,3   | 23,0 b | 20,5 | 18,9  | 17,4 b | 13,7   | 14,0  | 12,6   | 11,8  | 10,6  | 8,9    | 5,9 b  | 6,0   |
| 9   | Cehia             | N/A    | N/A    | 5,7    | 6,5 b  | 6,3    | 6,2    | 5,1 b  | 5,2    | 5,6    | 5,4    | 4,9    | 4,9 b  | 5,5  | 5,4 b | 5,5 b  | 6,2    | 6,6   | 6,7    | 6,2   | 6,7   | 7,6    | 6,4 b  | 6,2   |
| 10  | Belgia            | 13,8   | 13,8   | 14,1   | 14,3   | 13,1 b | 12,9   | 12,6 b | 12,1   | 12,0 b | 11,1   | 11,9   | 12,3   | 12,0 | 11,0  | 9,8 b  | 10,1   | 8,8   | 8,9 b  | 8,6   | 8,4   | 8,1    | 6,7 b  | 6,4   |
| 11  | Letonia           | N/A    | N/A    | 16,5 b | 18,8 b | 15,9   | 15,4   | 15,6 b | 15,6   | 15,5   | 14,3   | 12,9   | 11,6   | 10,6 | 9,8   | 8,5 b  | 9,9    | 10,0  | 8,6    | 8,3   | 8,7   | 7,2    | 7,3 b  | 6,7   |
| 12  | Slovacia          | N/A    | N/A    | 6,7    | 5,3 b  | 6,8    | 6,3    | 6,6 b  | 6,5    | 6,0    | 4,9    | 4,7    | 5,1 b  | 5,3  | 6,4   | 6,7 b  | 6,9    | 7,4   | 9,3    | 8,6   | 8,3   | 7,6    | 7,8 b  | 7,4   |
| 13  | Franța            | 13,3   | 13,5   | 13,4   | 12,7 b | 12,3   | 12,5   | 12,7   | 12,8   | 11,8   | 12,4   | 12,7   | 12,3   | 11,8 | 9,7 b | 8,8 b  | 9,2    | 8,8   | 8,8    | 8,7   | 8,2   | 8,0    | 7,8 b  | 7,6   |
| 14  | Cipru             | 18,5   | 17,9   | 15,9   | 17,3 b | 20,6   | 18,2   | 14,9 b | 12,5   | 13,7   | 11,7 b | 12,7   | 11,3   | 11,4 | 9,1   | 6,8 b  | 5,2    | 7,6   | 8,5    | 7,8   | 9,2   | 11,5   | 10,2 b | 8,1   |
| 15  | Luxemburg         | 16,8   | 18,1   | 17,0   | 12,3 b | 12,7   | 13,3   | 14,0 b | 12,5 b | 13,4   | 7,7 b  | 7,1    | 6,2    | 8,1  | 6,1   | 6,1 b  | 9,3 b  | 5,5   | 7,3    | 6,3   | 7,2   | 8,2    | 9,3 b  | 8,2   |
| 16  | Austria           | 10,2   | 10,2   | 9,5    | 9,0    | 9,8 b  | 9,3    | 10,0 b | 10,8   | 10,2   | 8,8    | 8,3    | 8,5    | 7,8  | 7,5   | 7,0 b  | 7,3    | 6,9   | 7,4    | 7,3   | 7,8   | 8,1    | 8,0 b  | 8,4   |
| 17  | Finlanda          | 9,0 b  | 9,5    | 9,7    | 10,1 b | 10,0   | 10,3   | 9,7    | 9,1    | 9,8    | 9,9    | 10,3   | 9,8    | 8,9  | 9,3   | 9,5 b  | 9,2    | 7,9   | 8,2    | 8,3   | 7,3   | 8,2    | 8,2 b  | 8,4   |
| 18  | Suedia            | 7,3    | 10,2 b | 10,0   | 9,2 b  | 9,2    | 10,8 b | 8,6 b  | 8,0 b  | 7,9 b  | 7,0    | 6,5    | 6,6    | 7,5  | 7,1   | 6,7 b  | 7,0    | 7,4   | 7,7    | 7,5 b | 6,5   | 7,7    | 8,4 b  | 8,8   |
| 19  | Danemarca         | 11,7   | 9,2    | 9,0    | 10,4 b | 8,8    | 8,7    | 9,1    | 12,9 b | 12,7 b | 11,5   | 11,5   | 10,3   | 9,6  | 8,2   | 8,1 b  | 8,1    | 7,5 b | 8,8 b  | 10,4  | 9,9   | 9,3    | 9,8 b  | 10,0  |
| 20  | Malta             | 54,2 d | 54,4 d | 53,2 d | 49,9 d | 42,1 d | 33,0 b | 32,2 b | 30,2   | 27,2   | 25,7   | 21,4   | 18,8 b | 18,1 | 17,1  | 17,0 b | 16,3   | 15,6  | 14,0 b | 14,0  | 13,9  | 12,6   | 10,7 b | 10,1  |
| 21  | Bulgaria          | N/A    | 20,5 b | 20,7   | 21,9 b | 21,4   | 20,4   | 17,3 b | 14,9   | 14,8   | 14,7   | 12,6 b | 11,8 b | 12,5 | 12,5  | 12,9 b | 13,4   | 13,8  | 12,7   | 12,7  | 13,9  | 12,8   | 12,2 b | 10,5  |
| 22  | Estonia           | 15,1 b | 14,7   | 13,6   | 13,7 b | 13,9   | 14,0   | 13,4   | 14,4   | 14,0   | 13,5 b | 11,0   | 10,6   | 10,3 | 9,7   | 12,0 b | 13,7   | 11,4  | 11,8   | 12,0  | 11,2  | 8,5    | 9,8 b  | 10,8  |
| 23  | Italia            | 25,1   | 25,9   | 24,2   | 23,0   | 23,1 b | 22,1   | 20,4 b | 19,5   | 19,6   | 19,1   | 18,6   | 17,8   | 17,3 | 16,8  | 15,0 b | 14,7   | 13,8  | 14,0   | 14,5  | 13,5  | 13,1   | 12,7 b | 11,5  |
| 24  | Germania          | 14,6 u | 12,3   | 12,5   | 12,8 b | 12,1   | 13,5 b | 13,7   | 12,5   | 11,8 b | 11,1   | 11,8 b | 11,6   | 10,5 | 9,8   | 9,5 b  | 10,1   | 10,3  | 10,1   | 10,3  | 10,3  | 10,1 b | 12,5 b | 12,2  |
| 25  | Ungaria           | 13,9   | 13,1 b | 12,2   | 12,0 b | 12,6   | 12,5   | 12,5 b | 11,4   | 11,7   | 11,5   | 10,8   | 11,4   | 11,8 | 11,9  | 11,4 b | 11,6 b | 12,4  | 12,5   | 12,5  | 11,8  | 12,1   | 12,0 b | 12,4  |
| 26  | Spania            | 29,1   | 29,7   | 30,9   | 31,7 b | 32,2   | 31,0 b | 30,3 b | 30,8   | 31,7   | 30,9   | 28,2   | 26,3   | 24,7 | 23,6  | 21,9 b | 20,0   | 19,0  | 18,3   | 17,9  | 17,3  | 16,0   | 13,3 b | 13,9  |
| 27  | România           | 22,9   | 21,7   | 23,0   | 22,5 b | 22,4   | 19,6   | 17,9 b | 17,3   | 15,9   | 16,6   | 19,3 b | 18,1   | 17,8 | 17,3  | 18,1 b | 19,1   | 18,5  | 18,1   | 16,4  | 15,3  | 15,6   | 15,3 b | 15,6  |

| Loc | Țară              | 2000 | 2001 | 2002 | 2003   | 2004 | 2005 | 2006 | 2007   | 2008 | 2009   | 2010  | 2011 | 2012 | 2013 | 2014   | 2015 | 2016 | 2017 | 2018 | 2019 | 2020   | 2021   | 2022 |
| --- | ----------------- | ---- | ---- | ---- | ------ | ---- | ---- | ---- | ------ | ---- | ------ | ----- | ---- | ---- | ---- | ------ | ---- | ---- | ---- | ---- | ---- | ------ | ------ | ---- |
| -   | Elveția           | 7,3  | 6,6  | 6,7  | 9,7 b  | 9,5  | 9,7  | 9,6  | 7,6    | 7,7  | 9,1    | 6,7 b | 6,3  | 5,5  | 5,6  | 5,6 b  | 5,2  | 4,9  | 4,5  | 4,4  | 4,4  | 4,0    | 4,9 b  | 6,3  |
| -   | Norvegia          | N/A  | N/A  | N/A  | N/A    | N/A  | N/A  | 17,8 | 18,4   | 17,0 | 17,6   | 17,4  | 16,6 | 14,8 | 13,7 | 11,7 b | 10,2 | 10,9 | 10,4 | 9,9  | 9,9  | 9,9    | 12,3 b | 13,2 |
| -   | Islanda           | 29,8 | 30,9 | 28,8 | 20,3 b | 24,9 | 24,9 | N/A  | 23,2   | 24,4 | 21,3 b | 22,6  | 19,7 | 20,1 | 20,5 | 19,1 b | 18,8 | 19,8 | 17,8 | 21,5 | 17,9 | 14,8 b | 14,4 b | 16,5 |
|     |                   |      |      |      |        |      |      |      |        |      |        |       |      |      |      |        |      |      |      |      |      |        |        |      |
| -   | Muntenegru        | N/A  | N/A  | N/A  | N/A    | N/A  | N/A  | N/A  | N/A    | N/A  | N/A    | N/A   | 7,2  | 6,7  | 5,6  | 5,1 b  | 5,7  | 5,5  | 5,4  | 4,6  | 5,0  | 3,6    | N/A    | N/A  |
| -   | Serbia            | N/A  | N/A  | N/A  | N/A    | N/A  | N/A  | N/A  | N/A    | N/A  | N/A    | 8,3   | 8,5  | 8,1  | 8,9  | 8,4 b  | 7,5  | 7,0  | 6,2  | 6,8  | 6,6  | 5,6    | 6,3 b  | 5,0  |
| -   | Macedonia de Nord | N/A  | N/A  | N/A  | N/A    | N/A  | N/A  | 22,8 | 19,9 b | 19,6 | 16,2   | 15,5  | 13,5 | 11,7 | 11,4 | 12,5 b | 11,4 | 9,9  | 8,5  | 7,1  | 7,1  | 5,7    | N/A    | N/A  |
| -   | Turcia            | N/A  | N/A  | N/A  | N/A    | N/A  | N/A  | 48,8 | 46,9   | 45,5 | 44,3   | 43,1  | 41,9 | 39,6 | 37,5 | 38,3 b | 36,4 | 34,3 | 32,5 | 31,0 | 28,7 | 26,7   | N/A    | N/A  |

b - întrerupere în seriile temporale

d - definiții diferite

bd - întrerupere în seriile temporale, definiții diferite

e - date estimate

p - date provizorii

Sursa: Eurostat (online data code: sdg_04_10)

### Studii superioare (terțiare)

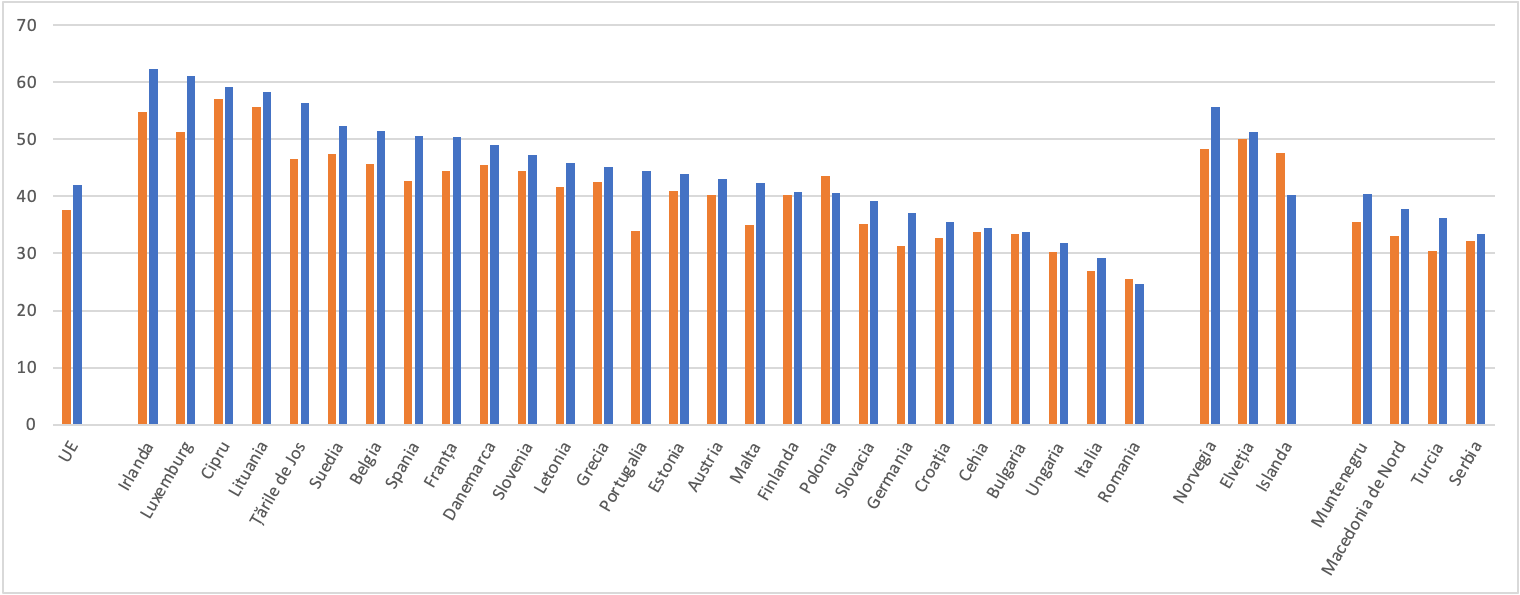
2017
2022
Sursa: Eurostat (online data code: sdg_04_20)

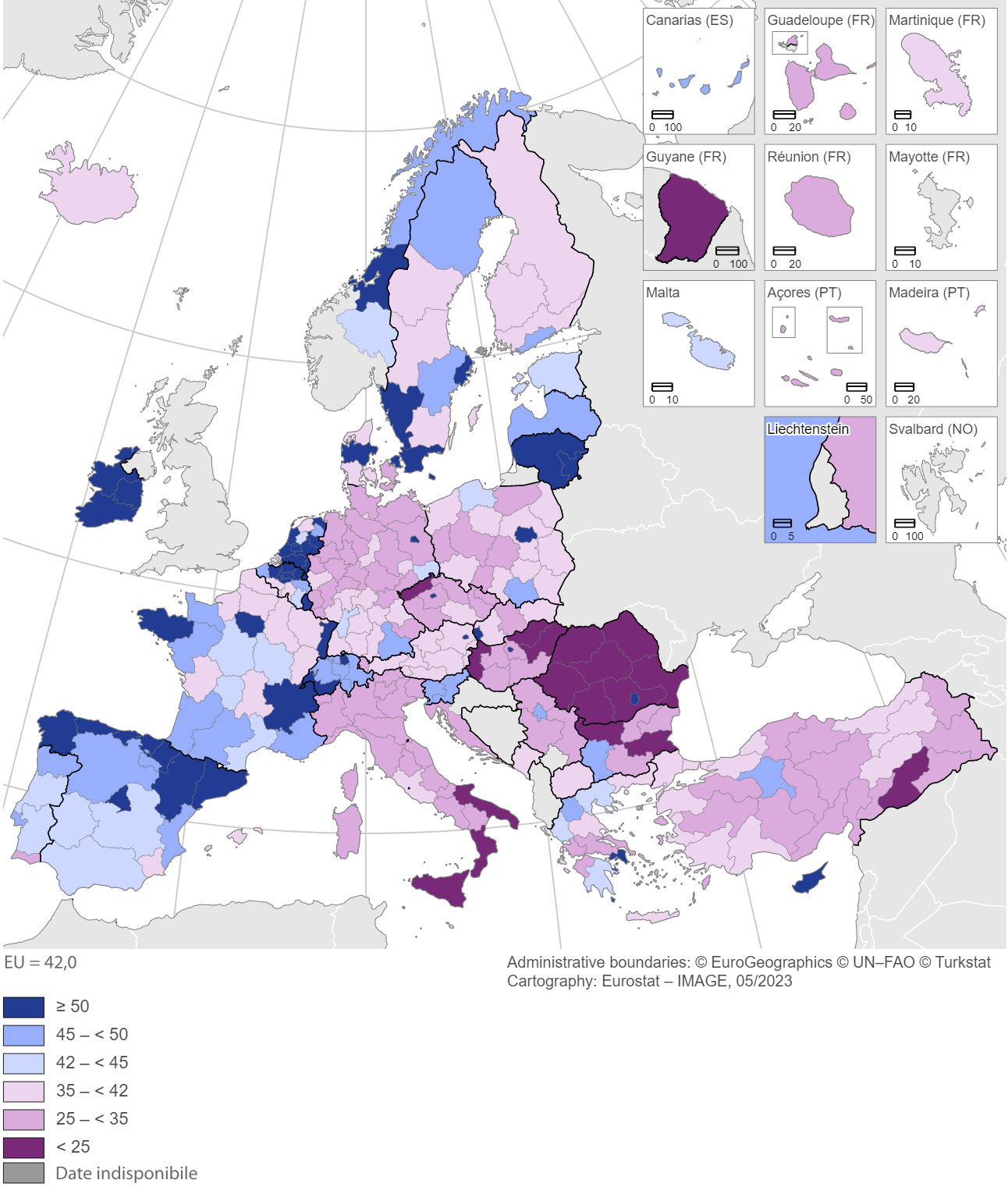
Nivel de studii superioare (terțiare), după regiunea NUTS 2, 2022
(% din populația cu vârsta cuprinsă între 25 și 34 de ani)
Sursa: Eurostat (online data code: edat_lfse_04)

Acest indicator măsoară ponderea populației cu vârste cuprinse între 25 și 34 de ani care a absolvit cu succes o formă de educație superioară (de exemplu, la universitate sau la o instituție tehnică superioară). Nivelul educațional terțiar se referă la nivelurile 5–8 ISCED 2011 (International Standard Classification of Education) pentru datele începând cu 2014 și la nivelurile 5–6 ISCED 1997 pentru datele până în 2013. Indicatorul se bazează pe Ancheta UE privind forța de muncă (UE- LFS).
| Loc | Țară              | 2000   | 2001   | 2002   | 2003   | 2004   | 2005   | 2006   | 2007   | 2008   | 2009   | 2010   | 2011   | 2012 | 2013   | 2014   | 2015   | 2016   | 2017   | 2018   | 2019   | 2020   | 2021   | 2022 |
|     |                   |        |        |        |        |        |        |        |        |        |        |        |        |      |        |        |        |        |        |        |        |        |        |      |
| --- | ----------------- | ------ | ------ | ------ | ------ | ------ | ------ | ------ | ------ | ------ | ------ | ------ | ------ | ---- | ------ | ------ | ------ | ------ | ------ | ------ | ------ | ------ | ------ | ---- |
| -   | Uniunea Europeană | N/A    | N/A    | 23,1   | 24,6   | 26,3   | 27,2   | 28,1   | 28,9   | 29,9   | 31,2   | 32,2   | 33,0   | 34,1 | 35,1   | 35,9 b | 36,5   | 36,8   | 37,6   | 38,6   | 39,4   | 40,5   | 41,4 b | 42,0 |
| 1   | Irlanda           | 30,6   | 34,1   | 35,5   | 37,7   | 40,1   | 40,9   | 43,5   | 46,2 b | 47,2   | 49,1   | 49,6   | 48,6   | 50,3 | 52,1   | 53,4 b | 54,0   | 54,3   | 54,7 b | 56,2   | 55,4   | 58,4   | 61,7 b | 62,3 |
| 2   | Luxemburg         | 22,9   | 23,4   | 22,6   | 18,8 b | 32,4   | 37,0   | 33,5   | 35,7 b | 38,7   | 44,5 b | 44,2   | 46,6   | 49,9 | 48,1   | 52,9 b | 50,3 b | 51,5   | 51,3 u | 53,7   | 56,1   | 60,6   | 62,6 b | 61,0 |
| 3   | Cipru             | 32,7   | 36,2   | 41,0   | 43,9   | 42,7   | 41,3   | 44,6   | 47,0   | 48,0   | 47,8 b | 48,1   | 50,5   | 53,6 | 51,4   | 54,0 b | 54,7   | 56,2   | 57,0   | 58,5   | 60,3   | 57,8   | 58,3 b | 59,2 |
| 4   | Lituania          | 39,9   | 26,7   | 28,0 b | 29,3   | 35,7   | 36,9   | 38,2   | 38,1   | 41,5   | 43,5   | 46,3   | 48,2   | 48,6 | 50,5   | 52,6 b | 54,8   | 54,9   | 55,6   | 55,6   | 55,2   | 56,2   | 57,5 b | 58,2 |
| 5   | Țările de Jos     | 26,9   | 27,1   | 28,3   | 32,1   | 34,5   | 33,3 b | 34,6   | 35,7   | 38,3   | 38,4   | 40,3   | 40,0 b | 41,4 | 43,0 b | 44,3 b | 45,1   | 45,2   | 46,6   | 47,6   | 49,1 b | 52,3   | 55,6 b | 56,4 |
| 6   | Suedia            | 33,1   | 28,2 b | 30,7   | 32,5   | 34,5   | 37,3 b | 39,2 b | 39,9   | 40,9   | 42,4   | 42,3   | 42,8   | 43,5 | 44,9   | 46,0 b | 46,5   | 47,3   | 47,4   | 47,6 b | 48,4   | 49,2   | 49,3 b | 52,4 |
| 7   | Belgia            | 36,0   | 37,5   | 37,6   | 38,9   | 40,7   | 40,6   | 41,9   | 41,3   | 42,3 b | 42,5   | 43,8   | 42,5   | 43,0 | 42,7   | 44,2 b | 43,1   | 44,3   | 45,7 b | 47,4   | 47,3   | 48,5   | 50,9 b | 51,4 |
| 8   | Spania            | 33,9   | 35,4   | 37,5   | 37,9   | 39,0   | 40,7 b | 40,3   | 40,0   | 40,0   | 39,5   | 40,3   | 40,3   | 40,4 | 41,1   | 41,5 b | 41,0   | 41,0   | 42,6   | 44,3   | 46,5   | 47,4   | 48,7 b | 50,5 |
| 9   | Franța            | 31,4   | 33,3   | 35,2   | 38,0 b | 38,5   | 39,9   | 41,5   | 41,4   | 40,6   | 42,9   | 42,7   | 42,8   | 42,6 | 43,9 b | 44,3 b | 44,8   | 44,2   | 44,5   | 47,0   | 48,2   | 49,4   | 50,3 b | 50,4 |
| 10  | Danemarca         | 28,9   | 31,1   | 32,3   | 35,1 b | 37,6   | 39,8   | 40,8   | 36,2 b | 36,2 b | 37,4   | 37,6   | 38,6   | 40,2 | 40,9   | 41,6 b | 43,0   | 44,6 b | 45,5 b | 45,8   | 47,1   | 47,1   | 49,7 b | 49,0 |
| 11  | Slovenia          | 19,3   | 17,4   | 19,7   | 23,7   | 24,9   | 24,7   | 27,0   | 30,1   | 30,0   | 30,4   | 31,3   | 33,8   | 35,3 | 37,4   | 38,0 b | 40,8   | 43,0   | 44,5   | 40,7   | 44,1   | 45,4   | 47,9 b | 47,3 |
| 12  | Letonia           | 17,3   | 16,6   | 17,3 b | 18,5   | 19,7   | 21,7   | 23,0   | 25,7   | 28,8   | 31,6   | 34,7   | 35,1   | 38,7 | 40,7   | 39,4 b | 39,9   | 42,1   | 41,6   | 41,6   | 43,8   | 44,2   | 45,5 b | 45,9 |
| 13  | Grecia            | 23,3   | 22,9 b | 23,1   | 23,1   | 24,8 b | 24,9   | 26,3   | 27,3   | 27,7   | 28,9 b | 30,6   | 32,3   | 34,5 | 37,2   | 38,7 b | 40,1   | 41,0   | 42,5   | 42,8   | 42,4   | 43,7   | 44,2 b | 45,2 |
| 14  | Portugalia        | 12,8   | 14,1   | 15,3   | 16,7   | 18,4 b | 19,0   | 20,0   | 21,4   | 23,2   | 23,5   | 25,5   | 27,5 b | 29,0 | 30,0   | 31,4 b | 33,1   | 35,0   | 34,0   | 35,1   | 37,4   | 41,9   | 47,5 b | 44,4 |
| 15  | Estonia           | 28,4 b | 27,0   | 26,3   | 27,4   | 27,7   | 33,1   | 34,5   | 34,4   | 35,8   | 36,8   | 38,2   | 39,0   | 40,1 | 40,6   | 40,6 b | 38,5   | 39,1   | 40,9   | 41,1   | 40,6   | 40,1   | 43,2 b | 43,9 |
| 16  | Austria           | N/A    | N/A    | N/A    | N/A    | 20,1 b | 19,7   | 19,0 b | 18,7   | 19,2   | 21,0   | 20,7   | 20,9   | 22,8 | 24,9   | 38,4 b | 38,6   | 39,7   | 40,3   | 40,5   | 41,6   | 41,4   | 42,4 b | 43,1 |
| 17  | Malta             | 8,8 d  | 14,8 d | 12,0 d | 16,3 d | 18,4 d | 17,8 b | 20,8   | 22,2   | 23,1   | 22,8   | 24,3   | 26,2 b | 28,3 | 31,1   | 31,3 b | 31,9   | 34,3   | 34,9   | 39,9   | 40,8   | 40,1   | 42,5 b | 42,4 |
| 18  | Finlanda          | 37,8 b | 38,2   | 37,8   | 37,9   | 38,2   | 37,5   | 38,5   | 39,3   | 38,3   | 39,4   | 39,2   | 39,4   | 39,7 | 40,0   | 40,3 b | 40,2   | 40,7   | 40,3   | 40,3   | 42,0   | 43,8   | 40,1 b | 40,7 |
| 19  | Polonia           | 14,3 b | 15,0   | 16,8   | 20,3 b | 23,0   | 25,4   | 28,0   | 30,0   | 32,1   | 35,5   | 37,1 b | 39,0   | 40,8 | 41,8   | 42,6 b | 43,2   | 43,5   | 43,6   | 43,5   | 43,5   | 42,4   | 40,6 b | 40,5 |
| 20  | Slovacia          | 11,1   | 11,7   | 11,9   | 13,2   | 14,3   | 16,2   | 16,6   | 17,5   | 18,4   | 20,6   | 24,0   | 25,5 b | 27,0 | 29,7   | 29,8 b | 31,3   | 33,4   | 35,1   | 37,2   | 39,2   | 39,0   | 39,5 b | 39,1 |
| 21  | Germania          | 22,4   | 22,2   | 21,0   | 21,8   | 22,9   | 22,5 b | 22,0   | 22,6   | 23,9   | 25,7   | 26,0 b | 27,6   | 28,9 | 29,9   | 28,4 b | 29,6   | 30,5   | 31,3   | 32,3   | 33,3   | 35,3 b | 36,9 b | 37,1 |
| 22  | Croația           | N/A    | N/A    | 16,9   | 17,7   | 17,4   | 18,0   | 17,7   | 17,8   | 19,9   | 21,3   | 25,8 b | 24,4   | 23,6 | 27,3   | 31,9 b | 30,8   | 32,8   | 32,7   | 35,4   | 35,5   | 36,6   | 35,7 b | 35,5 |
| 23  | Cehia             | 11,7   | 11,8   | 12,1   | 12,1 b | 12,9   | 14,2   | 15,2   | 15,5   | 17,7   | 20,2   | 22,6   | 25,1 b | 27,8 | 29,2   | 29,9 b | 31,0   | 32,6   | 33,8   | 33,3   | 32,6   | 33,0   | 34,9 b | 34,5 |
| 24  | Bulgaria          | 18,9   | 23,0 b | 23,1   | 23,6   | 24,3   | 23,7   | 24,5 b | 24,9   | 26,0   | 26,9   | 27,5 b | 27,2 b | 27,2 | 29,6   | 31,3 b | 31,8   | 32,8   | 33,4   | 34,0   | 32,7   | 33,0   | 33,6 b | 33,8 |
| 25  | Ungaria           | 14,6   | 14,8 b | 15,0   | 16,8   | 18,9   | 19,6   | 20,7   | 22,0   | 24,1   | 25,1   | 26,1   | 28,2   | 30,5 | 31,2   | 32,1 b | 32,1   | 30,4   | 30,2   | 30,6   | 30,6   | 30,7   | 32,9 b | 31,9 |
| 26  | Italia            | 10,6   | 11,3   | 12,2   | 13,0   | 14,7 b | 16,2   | 17,3   | 18,8   | 19,9   | 20,2   | 20,8   | 21,1   | 22,5 | 22,9   | 24,2 b | 25,2   | 25,6   | 26,9   | 27,7   | 27,7   | 28,9   | 28,3 b | 29,2 |
| 27  | România           | 9,2    | 9,5    | 10,4   | 10,7 b | 12,6   | 13,5   | 14,8   | 16,6   | 18,8   | 19,5   | 20,7 b | 22,5   | 23,6 | 24,4   | 25,4 b | 25,5   | 24,8   | 25,6   | 24,9   | 25,5   | 24,9   | 23,3 b | 24,7 |

| Loc | Țară              | 2000 | 2001 | 2002 | 2003   | 2004 | 2005 | 2006   | 2007 | 2008 | 2009 | 2010   | 2011 | 2012 | 2013 | 2014   | 2015 | 2016 | 2017 | 2018 | 2019 | 2020   | 2021   | 2022 |
| --- | ----------------- | ---- | ---- | ---- | ------ | ---- | ---- | ------ | ---- | ---- | ---- | ------ | ---- | ---- | ---- | ------ | ---- | ---- | ---- | ---- | ---- | ------ | ------ | ---- |
| -   | Norvegia          | 38,6 | 42,7 | 42,8 | 39,7   | 39,8 | 39,5 | 41,0 b | 41,7 | 43,7 | 44,3 | 45,0   | 46,1 | 45,0 | 46,7 | 50,2 b | 49,0 | 49,2 | 48,3 | 48,5 | 48,4 | 50,9   | 55,0 b | 55,6 |
| -   | Elveția           | 25,6 | 25,6 | 26,7 | 29,2   | 30,4 | 31,0 | 32,2   | 35,0 | 38,5 | 40,0 | 37,4 b | 38,0 | 39,3 | 41,9 | 44,2 b | 46,5 | 48,8 | 50,1 | 51,2 | 52,7 | 53,0   | 52,3 b | 51,3 |
| -   | Islanda           | 29,5 | 27,2 | 28,1 | 32,7 b | 33,3 | 35,8 | 31,4 u | 32,5 | 32,8 | 35,8 | 36,2   | 39,4 | 38,4 | 40,0 | 40,8 b | 40,2 | 43,4 | 47,6 | 47,1 | 47,2 | 41,7 b | 41,5 b | 40,2 |
|     |                   |      |      |      |        |      |      |        |      |      |      |        |      |      |      |        |      |      |      |      |      |        |        |      |
| -   | Muntenegru        | N/A  | N/A  | N/A  | N/A    | N/A  | N/A  | N/A    | N/A  | N/A  | N/A  | N/A    | 25,9 | 26,8 | 31,5 | 32,6 b | 31,9 | 34,3 | 35,5 | 34,2 | 39,3 | 40,4   | N/A    | N/A  |
| -   | Macedonia de Nord | N/A  | N/A  | N/A  | N/A    | N/A  | N/A  | 12,2   | 14,8 | 15,1 | 19,3 | 21,8   | 25,1 | 26,3 | 26,3 | 28,1 b | 30,6 | 32,2 | 33,0 | 33,6 | 35,8 | 37,7   | N/A    | N/A  |
| -   | Turcia            | N/A  | N/A  | N/A  | N/A    | N/A  | N/A  | 12,8   | 13,5 | 14,7 | 15,9 | 16,8   | 18,1 | 20,1 | 21,5 | 23,8 b | 26,5 | 29,4 | 30,5 | 32,1 | 34,1 | 36,2   | N/A    | N/A  |
| -   | Serbia            | N/A  | N/A  | N/A  | N/A    | N/A  | N/A  | N/A    | N/A  | N/A  | N/A  | 18,9   | 22,0 | 24,9 | 25,1 | 27,1 b | 29,8 | 31,4 | 32,2 | 32,8 | 33,4 | 32,6   | 33,9 b | 33,4 |

b - întrerupere în seriile temporale

d - definiții diferite

u - date cu acuratețe redusă

Sursa: Eurostat (online data code: sdg_04_20)

### Participarea adulților la învățare în ultimele 4 săptămâni

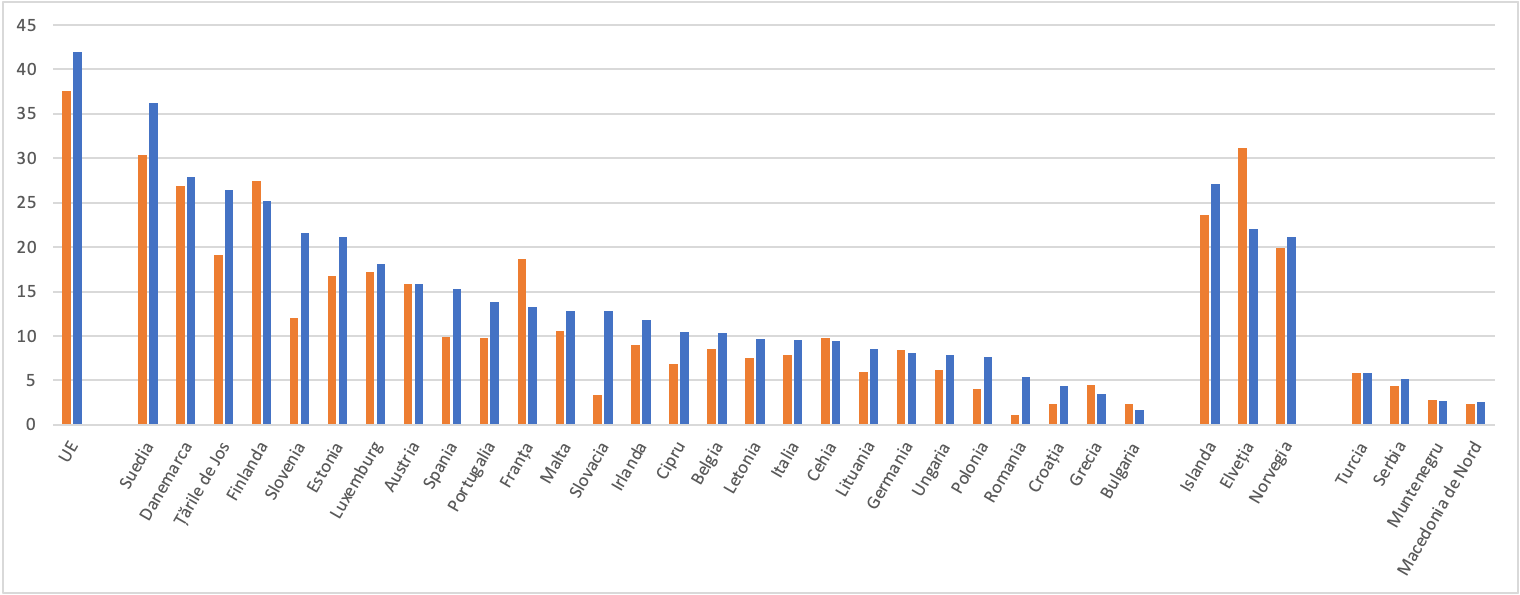
2017
2022
Sursa: Eurostat (online data code: sdg_04_60)

Participarea adulților la învățare este un indicator procentual, care se referă la persoanele cu vârsta cuprinsă între 25 și 64 de ani care au declarat că au participat la cursuri de învățare formală sau non-formală în cele patru săptămâni premergătoare sondajului. Numitorul reprezintă populația totală din aceeași grupă de vârstă, excluzându-i pe cei care nu au răspuns la întrebarea privind participarea la cursuri. Educația adulților acoperă activitățile de instruire formală și non-formală, atât generale, cât și profesionale, întreprinse de cei cu vârsta cuprinsă între 25 și 64 de ani. Datele provin din Ancheta UE privind forța de muncă (EU-LFS).
| Loc | Țară              | 2000   | 2001   | 2002  | 2003   | 2004   | 2005   | 2006   | 2007   | 2008   | 2009   | 2010  | 2011   | 2012 | 2013   | 2014   | 2015   | 2016   | 2017   | 2018   | 2019 | 2020  | 2021   | 2022   |
|     |                   |        |        |       |        |        |        |        |        |        |        |       |        |      |        |        |        |        |        |        |      |       |        |        |
| --- | ----------------- | ------ | ------ | ----- | ------ | ------ | ------ | ------ | ------ | ------ | ------ | ----- | ------ | ---- | ------ | ------ | ------ | ------ | ------ | ------ | ---- | ----- | ------ | ------ |
| -   | Uniunea Europeană | N/A    | N/A    | 23,1  | 24,6   | 26,3   | 27,2   | 28,1   | 28,9   | 29,9   | 31,2   | 32,2  | 33,0   | 34,1 | 35,1   | 35,9 b | 36,5   | 36,8   | 37,6   | 38,6   | 39,4 | 40,5  | 41,4 b | 42,0   |
| 1   | Suedia            | 21,6 u | 17,5 b | 18,4  | N/A    | N/A    | 17,4 b | 18,8 b | 19,0 b | 22,5 b | 22,5   | 24,7  | 25,3   | 27,0 | 28,4   | 29,2   | 29,4   | 29,6   | 30,4   | 31,4 b | 34,3 | 28,6  | 34,7 b | 36,2   |
| 2   | Danemarca         | 19,4   | 18,4   | 18,0  | 24,2 b | 25,6   | 27,4   | 29,2   | 29,1 b | 29,9 b | 31,4   | 32,7  | 32,3   | 31,6 | 31,5   | 31,9   | 31,5   | 28,0 b | 26,9 b | 23,5   | 25,3 | 20,0  | 22,3 b | 27,9   |
| 3   | Țările de Jos     | 15,5   | 15,9   | 15,8  | 16,4 b | 16,4   | 15,4 b | 15,7 b | 16,8   | 17,1   | 17,1   | 17,0  | 17,1 b | 16,9 | 17,9 b | 18,3   | 18,9   | 18,8   | 19,1   | 19,1   | 19,5 | 18,8  | 26,6 b | 26,4   |
| 4   | Finlanda          | 17,5 b | 17,2   | 17,3  | 22,4 b | 22,8   | 22,5   | 23,1   | 23,4   | 23,1   | 22,1   | 23,0  | 23,8   | 24,5 | 24,9   | 25,1   | 25,4   | 26,4   | 27,4   | 28,5   | 29,0 | 27,3  | 30,5 b | 25,2   |
| 5   | Slovenia          | N/A    | 7,3    | 8,4   | 13,3 b | 16,2   | 15,3   | 15,2 b | 15,1   | 14,3   | 14,8   | 16,4  | 16,0   | 13,8 | 12,5   | 12,1   | 11,9   | 11,6   | 12,0   | 11,4   | 11,2 | 8,4   | 18,9 b | 21,6   |
| 6   | Estonia           | 6,6 b  | 5,4    | 5,3   | 6,8 b  | 6,6    | 6,0    | 6,5    | 7,0    | 9,7    | 10,5 b | 11,0  | 11,9   | 12,8 | 12,6   | 11,6   | 11,9   | 15,3   | 16,8   | 19,3   | 19,6 | 16,6  | 18,4 b | 21,1   |
| 7   | Luxemburg         | 4,8    | 5,3    | 7,7   | 6,5 b  | 9,8    | 8,5    | 8,3 b  | 7,2 b  | 8,7    | 13,8 b | 13,5  | 13,9   | 14,2 | 14,6   | 14,5   | 18,0 b | 16,8   | 17,2   | 18,0   | 19,1 | 16,3  | 17,9 b | 18,1 u |
| 8   | Austria           | 8,3    | 8,2    | 7,5   | 8,6    | 11,6 b | 12,9   | 13,2 b | 12,9   | 13,3   | 13,9   | 13,8  | 13,5   | 14,2 | 14,1   | 14,3   | 14,4   | 14,9   | 15,8   | 15,1   | 14,7 | 11,7  | 14,6 b | 15,8   |
| 9   | Spania            | 4,5    | 4,4    | 4,5   | 4,8 b  | 4,8    | 10,8 b | 10,7 b | 10,8   | 10,7   | 10,8   | 11,2  | 11,2   | 11,2 | 11,4   | 10,1 b | 9,9    | 9,4    | 9,9    | 10,5   | 10,6 | 11,0  | 14,4 b | 15,3   |
| 10  | Portugalia        | 3,3    | 3,2    | 2,8   | 3,2    | 4,2 b  | 4,1    | 4,2 b  | 4,4    | 5,3    | 6,4    | 5,7   | 11,5 b | 10,5 | 9,7    | 9,6    | 9,7    | 9,6    | 9,8    | 10,3   | 10,5 | 10,0  | 12,9 b | 13,8   |
| 11  | Franța            | 2,8    | 2,7    | 2,7   | 6,8 b  | 6,0    | 5,9    | 6,4    | 6,1    | 6,0    | 5,7    | 5,0   | 5,5    | 5,7  | 17,8 b | 18,4 b | 18,6   | 18,8   | 18,7   | 18,6   | 19,5 | 13,0  | 11,0 b | 13,3   |
| 12  | Malta             | 4,5    | 4,6    | 4,4   | 4,2    | 4,3 b  | 5,2 b  | 5,5 b  | 5,9    | 6,3    | 6,2    | 6,2   | 6,6    | 7,2  | 7,7    | 7,7    | 7,4    | 7,8    | 10,6 b | 10,9   | 11,9 | 11,0  | 13,9 b | 12,8   |
| 13  | Slovacia          | N/A    | N/A    | 8,5   | 3,7 b  | 4,3    | 4,6    | 4,3 b  | 4,1    | 3,6    | 3,1    | 3,1   | 4,1 b  | 3,2  | 3,1    | 3,1    | 3,1    | 2,9    | 3,4    | 4,0    | 3,6  | 2,8   | 4,8 b  | 12,8 b |
| 14  | Irlanda           | N/A    | N/A    | 5,5   | 5,9    | 6,1 b  | 7,4    | 7,4 b  | 7,8 b  | 7,2    | 6,6    | 7,1   | 7,2    | 7,5  | 7,6    | 7,0    | 6,5    | 6,5    | 9,0 b  | 12,5   | 12,6 | 11,0  | 13,6 b | 11,8   |
| 15  | Cipru             | 3,1    | 3,4    | 3,7   | 7,9 b  | 9,3    | 5,9    | 7,4 b  | 8,7    | 8,8    | 8,3 b  | 8,1   | 7,8    | 7,7  | 7,2    | 7,1    | 7,5    | 6,9    | 6,9    | 6,7    | 5,9  | 4,7   | 9,7 b  | 10,5   |
| 16  | Belgia            | 6,2    | 6,4    | 6,0   | 7,0    | 8,6 b  | 8,3    | 7,8 b  | 7,4    | 7,1    | 7,1    | 7,4   | 7,4    | 6,9  | 6,9    | 7,4    | 6,9    | 7,0    | 8,5 b  | 8,5    | 8,2  | 7,4   | 10,2 b | 10,3   |
| 17  | Letonia           | N/A    | N/A    | 7,3 b | 7,7 b  | 8,4    | 7,8    | 7,3 b  | 7,2    | 6,9    | 5,6    | 5,4   | 5,4    | 7,2  | 6,8    | 5,6    | 5,7    | 7,3    | 7,5    | 6,7    | 7,4  | 6,6   | 8,6 b  | 9,7    |
| 18  | Italia            | 4,8    | 4,5    | 4,4   | 4,5    | 6,3 b  | 5,8    | 6,1 b  | 6,2    | 6,3    | 6,0    | 6,2   | 5,7    | 6,6  | 6,2    | 8,1    | 7,3    | 8,3    | 7,9    | 8,1    | 8,1  | 7,2   | 9,9 b  | 9,6    |
| 19  | Cehia             | N/A    | N/A    | 5,6   | 5,1 b  | 5,8    | 5,6    | 5,8 b  | 6,0    | 8,0    | 7,1    | 7,8   | 11,6 b | 11,1 | 10,0 b | 9,6    | 8,5    | 8,8    | 9,8    | 8,5    | 8,1  | 5,5   | 5,8 b  | 9,4    |
| 20  | Lituania          | 2,8    | 3,5    | 3,0 b | 3,8    | 6,0 b  | 6,1    | 5,0 b  | 5,5    | 4,9    | 4,6    | 4,4   | 6,0    | 5,4  | 5,9    | 5,1    | 5,8    | 6,0    | 5,9    | 6,6    | 7,0  | 7,2   | 8,5 b  | 8,5    |
| 21  | Germania          | 5,2    | 5,2    | 5,8   | 6,0 b  | 7,4    | 7,7 b  | 7,5    | 7,8    | 8,1 b  | 8,0    | 7,8 b | 7,9    | 7,9  | 7,9    | 8,0    | 8,1    | 8,5    | 8,4    | 8,2    | 8,2  | 7,7 b | 7,7 b  | 8,1    |
| 22  | Ungaria           | 2,9    | 2,7 b  | 2,9   | 4,5 b  | 4,0    | 3,9    | 4,0 b  | 3,9    | 3,4    | 3,0    | 3,0   | 3,0    | 2,9  | 3,2    | 3,3    | 7,1 b  | 6,3    | 6,2    | 6,0    | 5,8  | 5,1   | 5,9 b  | 7,9    |
| 23  | Polonia           | N/A    | 4,3    | 4,2   | 4,4 b  | 5,0 b  | 4,9    | 4,7    | 5,1    | 4,7 b  | 4,7    | 5,2 b | 4,4    | 4,5  | 4,3 b  | 4,0    | 3,5    | 3,7    | 4,0    | 5,7 b  | 4,8  | 3,7   | 5,4 b  | 7,6    |
| 24  | România           | 0,9    | 1,0    | 1,0   | 1,1 b  | 1,5    | 1,6    | 1,5 b  | 1,5    | 1,8    | 1,8    | 1,4 b | 1,6    | 1,4  | 2,0    | 1,5    | 1,3    | 1,2    | 1,1    | 0,9    | 1,3  | 1,0   | 4,9 b  | 5,4    |
| 25  | Croația           | N/A    | N/A    | 1,9   | 1,8    | 1,9    | 2,1 b  | 3,1 b  | 2,9    | 2,6    | 3,0    | 3,0   | 3,1    | 3,3  | 3,1    | 2,8    | 3,1    | 3,0    | 2,3    | 2,9    | 3,5  | 3,2   | 5,1 b  | 4,4    |
| 26  | Grecia            | 1,0    | 1,2 b  | 1,1   | 2,7 b  | 1,8 b  | 1,9    | 2,1 b  | 2,4    | 3,2 b  | 3,5 b  | 3,3   | 2,8    | 3,3  | 3,2    | 3,2    | 3,3    | 4,0    | 4,5    | 4,5    | 3,9  | 4,1   | 3,5 b  | 3,5    |
| 27  | Bulgaria          | N/A    | 1,4 b  | 1,2   | 1,3 b  | 1,3    | 1,3    | 1,6 b  | 1,6    | 1,6    | 1,6    | 1,6 b | 1,6 b  | 1,7  | 2,0    | 2,1    | 2,0    | 2,2    | 2,3    | 2,5    | 2,0  | 1,6   | 1,8 b  | 1,7    |

| Loc | Țară              | 2000 | 2001 | 2002 | 2003    | 2004 | 2005 | 2006   | 2007  | 2008 | 2009   | 2010   | 2011 | 2012 | 2013 | 2014  | 2015 | 2016 | 2017 | 2018 | 2019 | 2020   | 2021   | 2022 |
| --- | ----------------- | ---- | ---- | ---- | ------- | ---- | ---- | ------ | ----- | ---- | ------ | ------ | ---- | ---- | ---- | ----- | ---- | ---- | ---- | ---- | ---- | ------ | ------ | ---- |
| -   | Islanda           | 23,5 | 23,5 | 24,0 | 29,5 bu | 24,2 | 25,7 | 27,9   | 27,0  | 25,1 | 25,1 b | 25,4   | 26,4 | 28,1 | 26,3 | 26,3  | 28,1 | 24,7 | 23,6 | 21,5 | 22,2 | 20,3 b | 23,9 b | 27,1 |
| -   | Elveția           | 34,7 | 37,3 | 35,8 | 24,7 b  | 28,6 | 27,0 | 22,5   | 26,8  | 27,9 | 23,9   | 29,7 b | 28,9 | 29,1 | 29,3 | 30,5  | 30,8 | 31,4 | 31,2 | 31,6 | 32,3 | 27,6   | 22,8 b | 22,0 |
| -   | Norvegia          | N/A  | N/A  | N/A  | 19,3    | 19,6 | 20,1 | 19,1 b | 18,4  | 19,7 | 18,5   | 18,2   | 18,6 | 20,4 | 20,8 | 20,1  | 20,1 | 19,6 | 19,9 | 19,7 | 19,3 | 16,4   | 19,5 b | 21,1 |
|     |                   |      |      |      |         |      |      |        |       |      |        |        |      |      |      |       |      |      |      |      |      |        |        |      |
| -   | Turcia            | N/A  | N/A  | N/A  | N/A     | N/A  | N/A  | 2,0    | 1,8   | 2,1  | 2,6    | 2,9    | 3,4  | 3,9  | 4,5  | 5,7 b | 5,5  | 5,8  | 5,8  | 6,2  | 5,7  | 5,8    | N/A    | N/A  |
| -   | Serbia            | N/A  | N/A  | N/A  | N/A     | N/A  | N/A  | N/A    | N/A   | N/A  | N/A    | 4,0    | 3,5  | 3,6  | 3,9  | 4,4 b | 4,8  | 5,1  | 4,4  | 4,1  | 4,3  | 3,7    | 4,8 b  | 5,2  |
| -   | Muntenegru        | N/A  | N/A  | N/A  | N/A     | N/A  | N/A  | N/A    | N/A   | N/A  | N/A    | N/A    | 2,4  | 2,4  | 2,8  | 2,9   | 3,0  | 3,3  | 2,8  | 3,2  | 2,5  | 2,7    | N/A    | N/A  |
| -   | Macedonia de Nord | N/A  | N/A  | N/A  | N/A     | N/A  | N/A  | 2,3    | 3,0 b | 2,8  | 3,5    | 3,5    | 3,6  | 4,1  | 3,7  | 3,2   | 2,6  | 2,9  | 2,3  | 2,4  | 2,8  | 2,6    | N/A    | N/A  |

b - întrerupere în seriile temporale

u - date cu acuratețe redusă

bu - întrerupere în seriile temporale, date cu acuratețe redusă

Sursa: Eurostat (online data code: sdg_04_60)

### Ponderea adulților care au cel puțin abilități digitale de bază

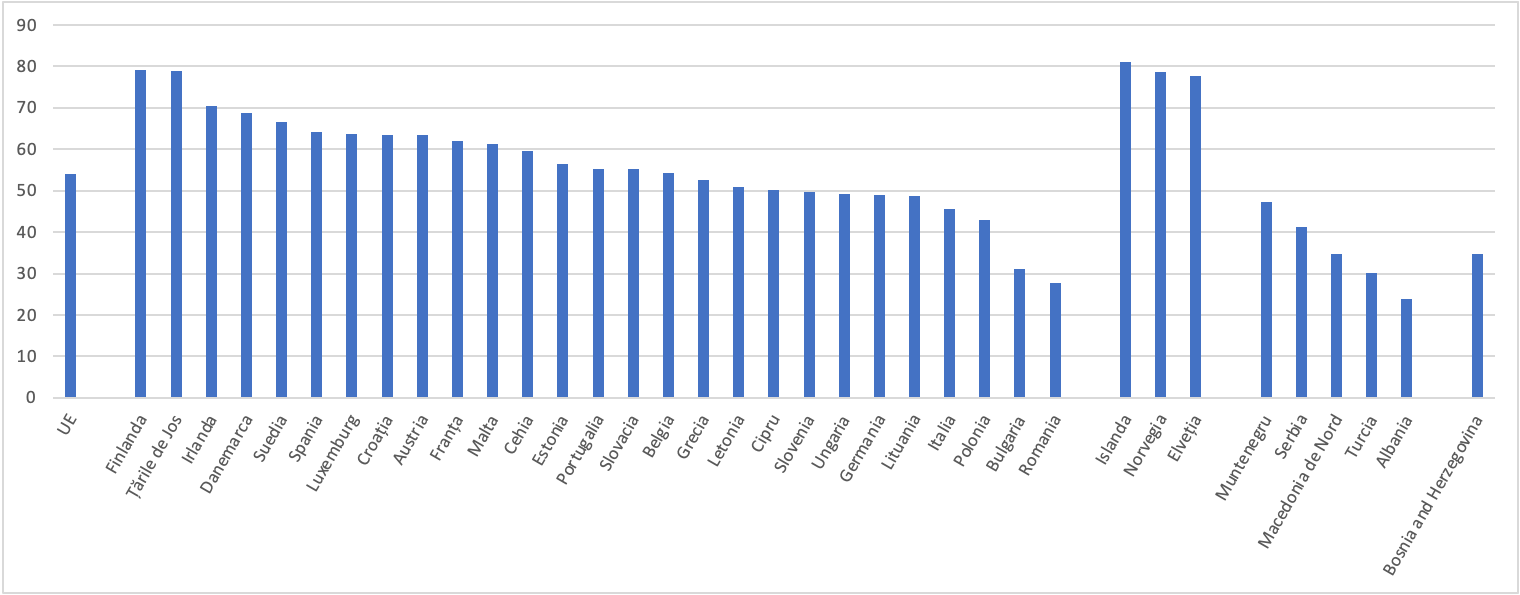
2021
Sursa: Eurostat (online data code: sdg_04_70)

Acest indicator măsoară ponderea persoanelor cu vârsta între 16 și 74 de ani care au cel puțin abilități digitale de bază. Este un indicator compus bazat pe activități selectate desfășurate de indivizi pe internet în domenii specifice: alfabetizare în informații și date, comunicare și colaborare, creare de conținut digital, securitate online și rezolvare de probleme. Indicatorul evaluează competențele digitale clasificate pe șase niveluri, dintre care cele două cele mai înalte constituie nivelul de bază sau peste nivelul de bază al competențelor digitale. Indicatorul se bazează pe datele din sondajul UE privind utilizarea TIC în gospodării și de către indivizi.
| Loc | Țară              | 2021 |
|     |                   |      |
| --- | ----------------- | ---- |
| -   | Uniunea Europeană | 53,9 |
| 1   | Finlanda          | 79,2 |
| 2   | Țările de Jos     | 78,9 |
| 3   | Irlanda           | 70,5 |
| 4   | Danemarca         | 68,7 |
| 5   | Suedia            | 66,5 |
| 6   | Spania            | 64,2 |
| 7   | Luxemburg         | 63,8 |
| 8   | Croația           | 63,4 |
| 9   | Austria           | 63,3 |
| 10  | Franța            | 62,0 |
| 11  | Malta             | 61,2 |
| 12  | Cehia             | 59,7 |
| 13  | Estonia           | 56,4 |
| 14  | Portugalia        | 55,3 |
| 15  | Slovacia          | 55,2 |
| 16  | Belgia            | 54,2 |
| 17  | Grecia            | 52,5 |
| 18  | Letonia           | 50,8 |
| 19  | Cipru             | 50,2 |
| 20  | Slovenia          | 49,7 |
| 21  | Ungaria           | 49,1 |
| 22  | Germania          | 48,9 |
| 23  | Lituania          | 48,8 |
| 24  | Italia            | 45,6 |
| 25  | Polonia           | 42,9 |
| 26  | Bulgaria          | 31,2 |
| 27  | România           | 27,8 |

| Loc | Țară                  | 2021 |
| --- | --------------------- | ---- |
| -   | Islanda               | 81,0 |
| -   | Norvegia              | 78,7 |
| -   | Elveția               | 77,8 |
|     |                       |      |
| -   | Muntenegru            | 47,2 |
| -   | Serbia                | 41,3 |
| -   | Macedonia de Nord     | 34,6 |
| -   | Turcia                | 30,1 |
| -   | Albania               | 23,8 |
|     |                       |      |
| -   | Bosnia și Herțegovina | 34,7 |

Sursa: Eurostat (online data code: sdg_04_70)